# ロイヤル・フュージリアーズ連隊

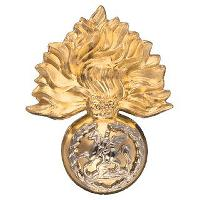
帽章

戦術マーク

ロイヤル・フュージリアーズ連隊（英語：Royal Regiment of Fusiliers）は1968年に編成されたイングランドの歩兵連隊であり、大型連隊（Large regiment）と呼ばれるタイプの連隊である。大型連隊は複数の1～2個大隊編成の連隊を統合して複数大隊編成としたもので、イギリス陸軍に於いて20世紀後半から編成されるようになった新しいタイプの連隊である。ロイヤル・フュージリアーズ連隊は現存する歩兵の大型連隊の中ではロイヤル・アングリアン連隊に次いで古い。連隊番号は元の連隊の番号を繋げて、”第5, 6, 7, 20歩兵”とされる。

## 沿革

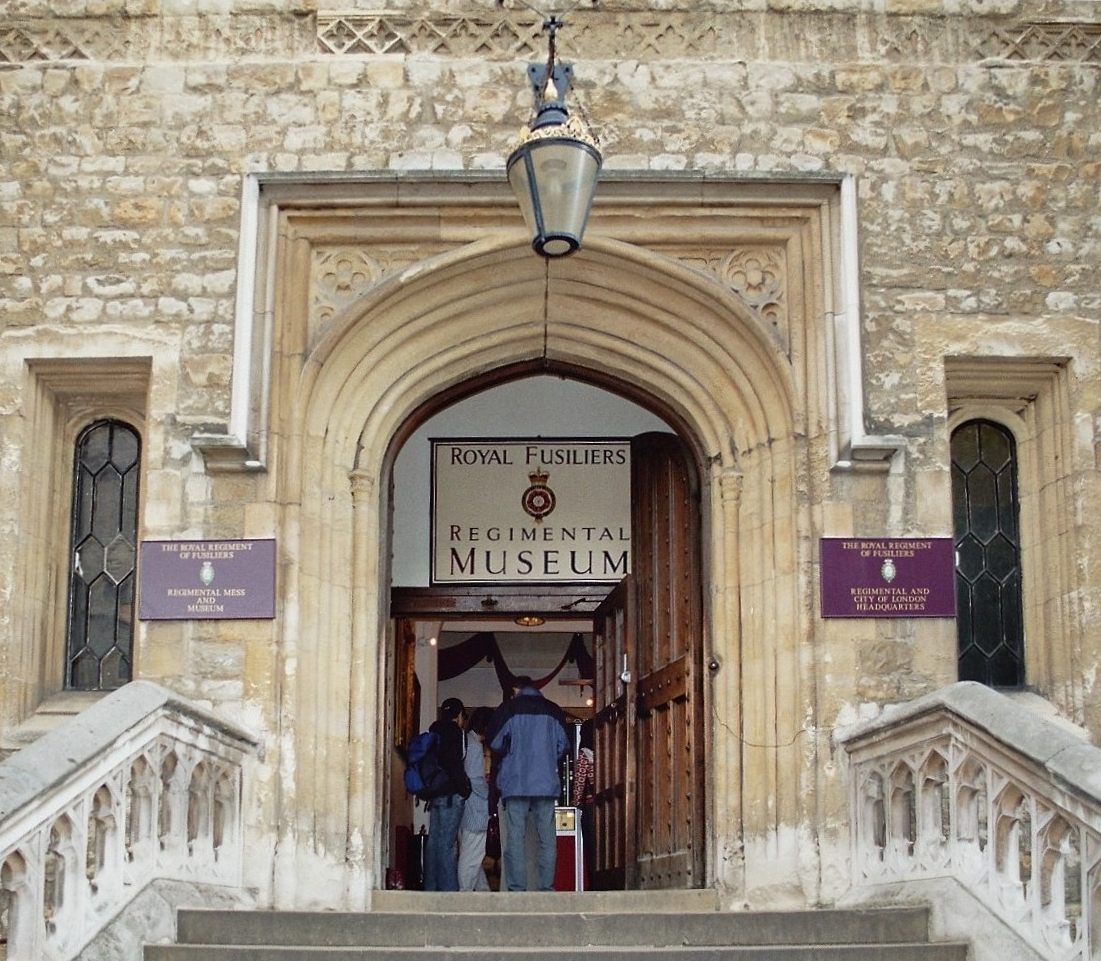
ロンドン塔のウォータールー兵舎にある、ロイヤル・フュージリア連隊博物館。

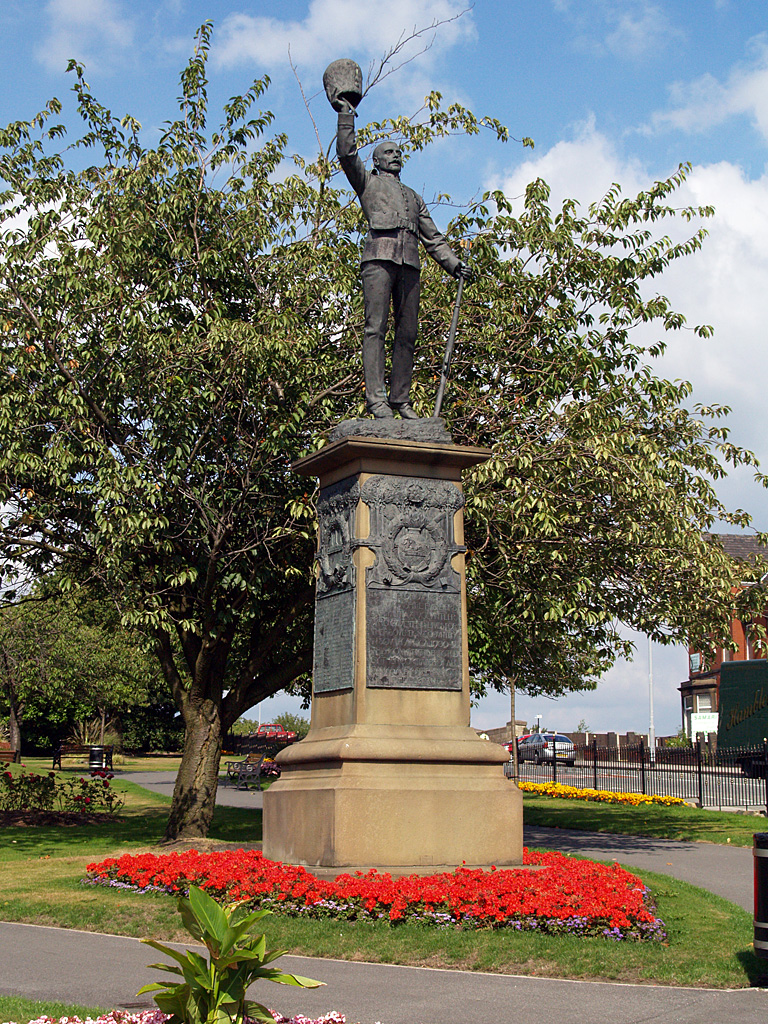
ベリーにあるランカシャー・フュージリアーズの戦争記念碑。

1957年：当時3個あったイングランドのフュージリア連隊、ロイヤル・ノーサンバーランド・フュージリアーズ（第5）とロイヤル・フュージリアーズ（第7）及びランカシャー・フュージリアーズ（第20）を集めて、フュージリア旅団(Fusilier Brigade)が編成された。
1963年：ロイヤル・ウォリックシャー連隊（第6）が同旅団の傘下に入り、フュージリア連隊となった。
1968年：フュージリア旅団傘下の4個のイングランド・フュージリア連隊が統合されてロイヤル・フュージリアーズ連隊が発足した。旧連隊は麾下の第1～4大隊となり、国防義勇軍（TA）部隊として第5大隊が編成された。第5大隊の各中隊は各正規大隊の募兵地域を担当していた。
1968年の編成
- 第1大隊（旧第5連隊）
- 第2大隊（旧第6連隊）
- 第3大隊（旧第7連隊）
- 第4大隊（旧第20連隊）
- 第5大隊（TA）

1971年：第4大隊廃止。伝統は各大隊に分散して受け継がれた。
1994年:第3大隊が第1, 2大隊へ吸収。第5大隊は1個中隊に縮小され、ミッドランド連隊(Midlands Regiment)へ転出。同連隊A中隊となる。
1994年の編成
- 第1大隊
- 第2大隊

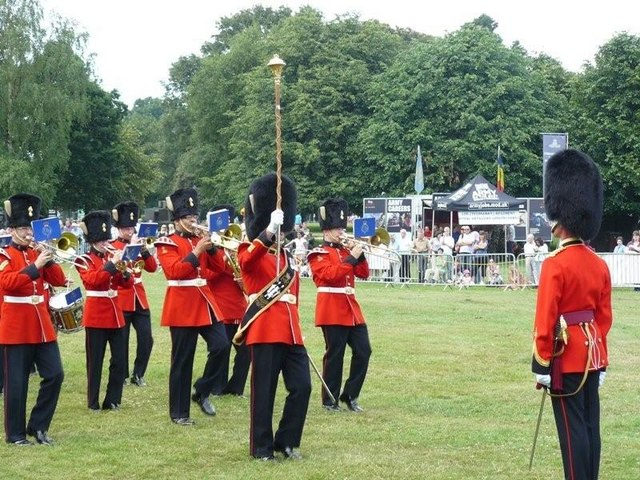
ロイヤル・フュージリアーズ連隊軍楽隊の制服が受け継がれているクィーンズ師団ミンデンバンド。

1994年：全陸軍の連隊及び兵科軍団の軍楽隊が分離され、陸軍音楽学校を母体として編成された陸軍音楽軍団（Corps of Army Music）の下に編入された。ロイヤル・フュージリアーズ連隊軍楽隊もそこに編入され、クィーンズ師団傘下の他の軍楽隊プリンセス・オブ・ウェールズ・ロイヤル連隊軍楽隊及びロイヤル・アングリアン連隊軍楽隊と統合されて”クィーンズ師団ミンデンバンド”（The Minden Band of The Queen's Division）となった。クィーンズ師団ミンデンバンドの制服はロイヤル・フュージリアーズ連隊軍楽隊のものが受け継がれている。一方、プリンセス・オブ・ウェールズ・ロイヤル連隊は国防義勇軍傘下に軍楽隊”コヒマバンド”（The Kohima Band）を残している。
2007年：第5大隊を再編成。

## 概要

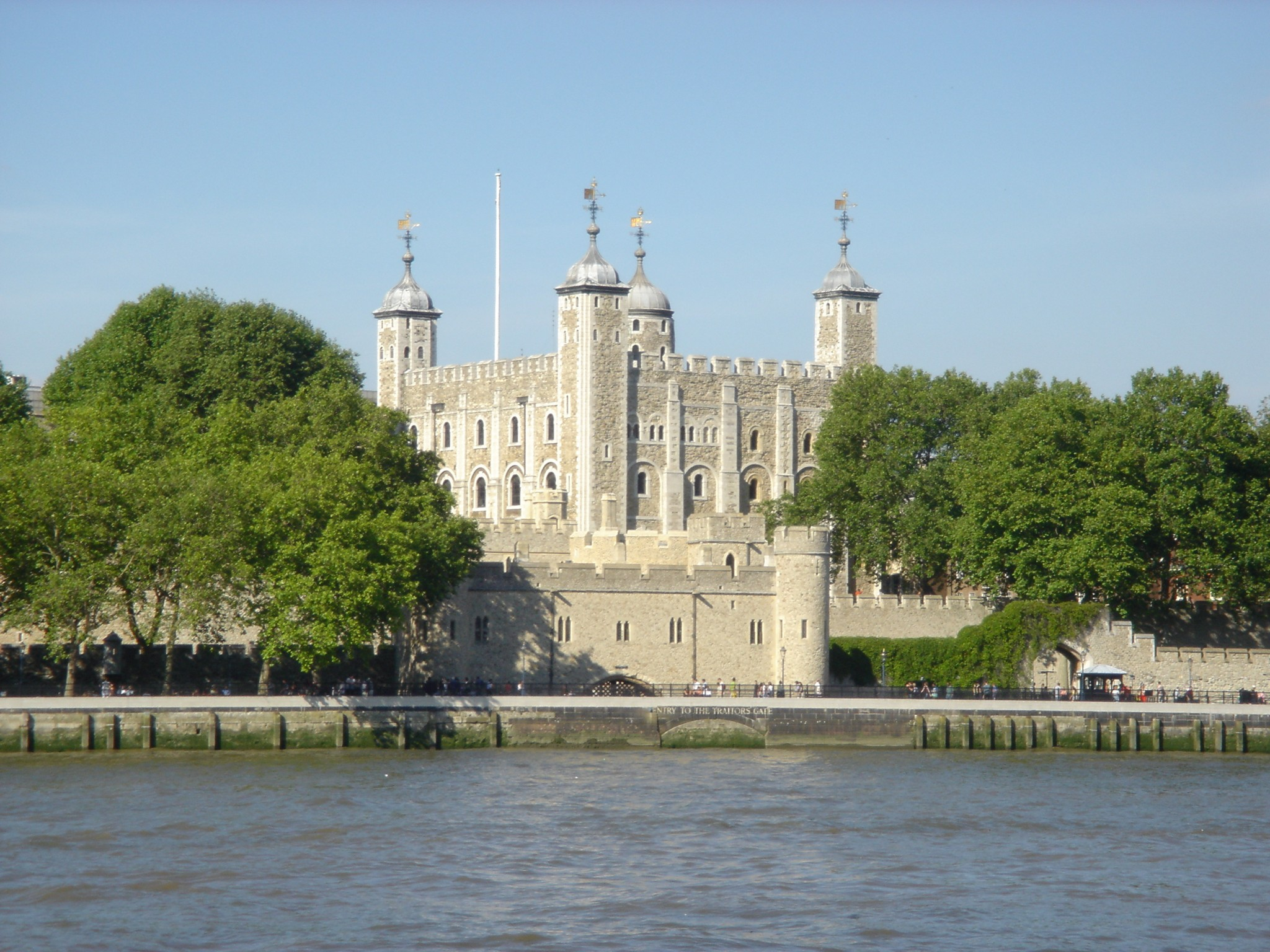
ロンドン塔の連隊本部。

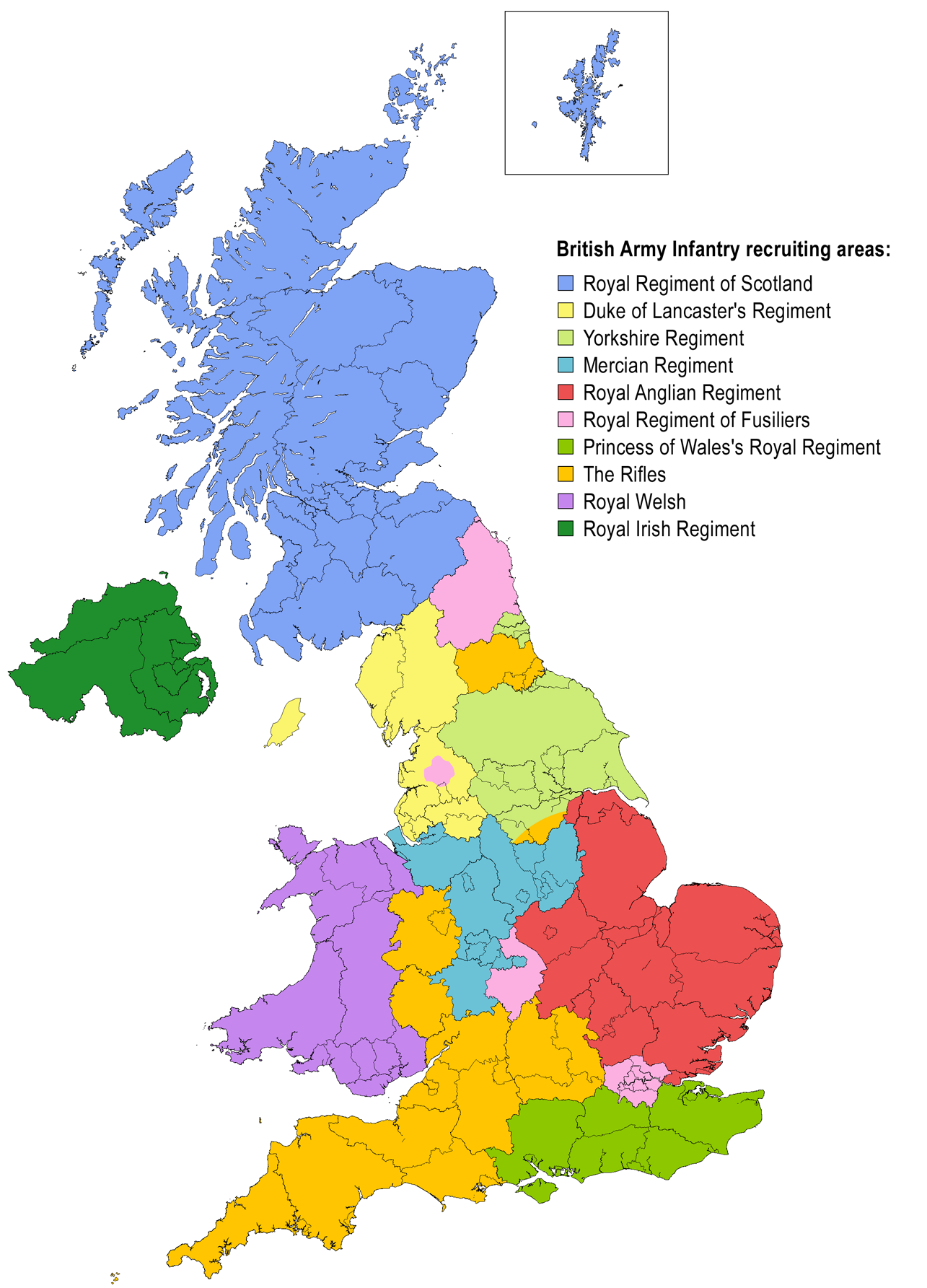
イギリス歩兵連隊の募兵区分。ピンクの部分がロイヤル・フュージリアーズ連隊。

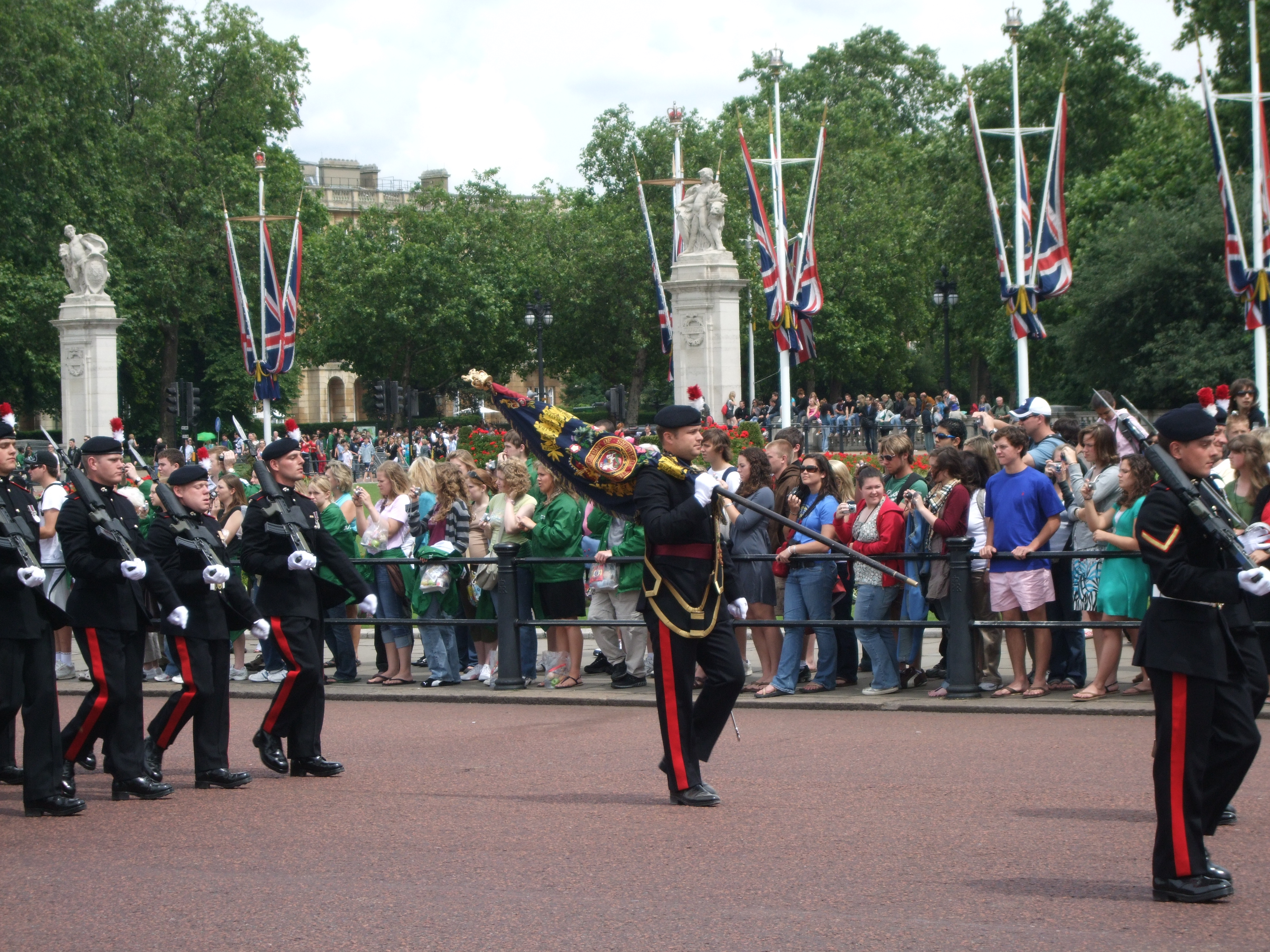
バッキンガム宮殿での衛兵交代式（2008年）。

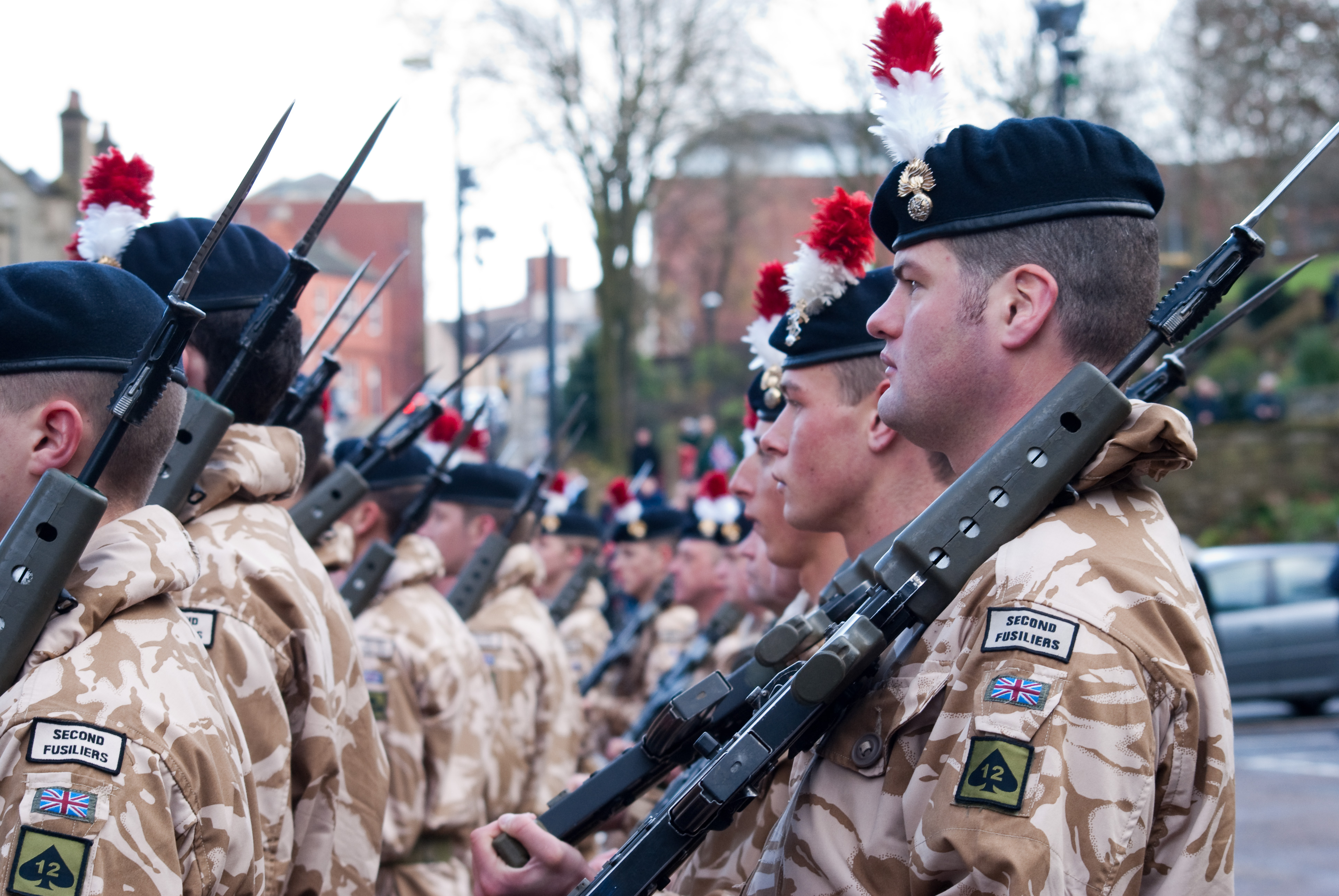
アフガニスタンからの帰還パレード（2009年11月30日グレーター・マンチェスター州ロッチデール）。

連隊本部はロンドン塔に置かれ、カーネル・イン・チーフ（Colonel-in-Chief）はケント公・エドワード、名誉職の連隊長 (Colonel)は TJ・ミンター准将（Brigadier TJ MInter OBE DL）が務めている。
募兵地域は歴史的経緯から、グレーター・ロンドン、ノーサンバーランド、ウォリックシャー、ランカシャーウェスト・ミッドランズとイングランド各地に点在する形になっている。
傘下の3個大隊は、2個の正規歩兵大隊がクィーンズ師団、予備役大隊が国防義勇軍の管理下に置かれている。
現在の管理系統
- クィーンズ師団(Queen's Division)
  - プリンセス・オブ・ウェールズ・ロイヤル連隊(Princess of Wales's Royal Regiment(Queen's and Royal Hampshires) (PWRR) )
  - ロイヤル・フュージリアーズ連隊
    - 第1大隊
    - 第2大隊

  - ロイヤル・アングリアン連隊(Royal Anglian Regiment)
- 国防義勇軍(Territorial Army（TA))
  -     -  プリンセス・オブ・ウェールズ・ロイヤル連隊第3大隊
    - ロイヤル・フュージリア連隊第5大隊
    -  ロイヤル・アングリアン連隊第3大隊

各大隊麾下の一部の中隊は大隊の本拠地とは別の、バーミンガムやランカシャー 州ベリー(Bury)、或はロンドンの連隊本部や第2大隊兵舎以外の場所にもに駐屯しており、ロンドン駐在の部隊は衛兵や儀仗任務も務める。歩兵連隊はローテーションでバッキンガム宮殿の衛兵任務を務めるが、ロイヤル・フュージリアーズ連隊は2008年からその順番が回ってきている。また、2009年には第1大隊がロンドン塔の新任コンスタブル(Constable of the Tower of London)への栄誉礼を行なった。

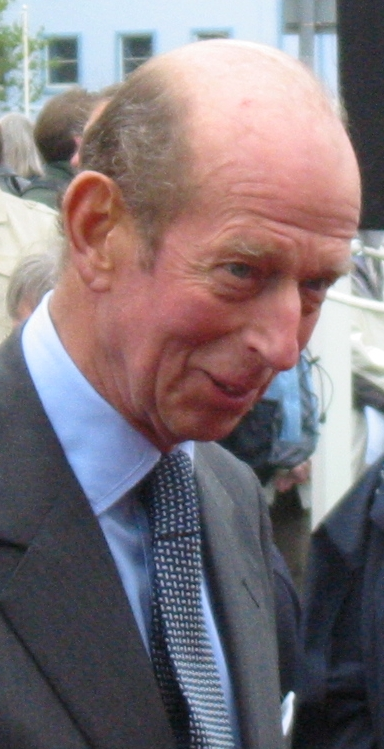
カーネル・イン・チーフのケント公・エドワード。

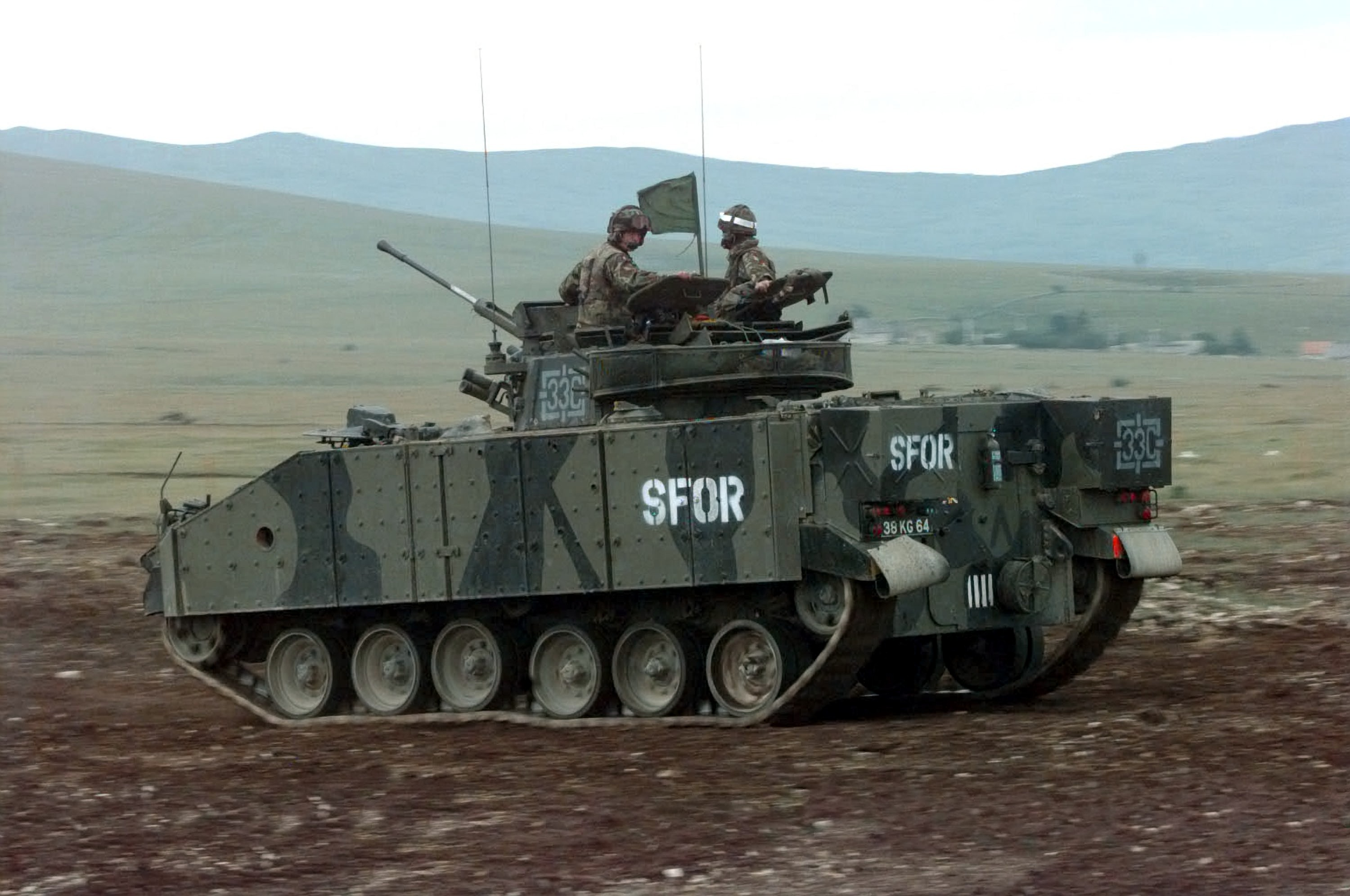
ウォーリア装甲戦闘車。

第1大隊
本拠地はドイツのファリングボステル(Fallingbostel)。ウォーリア装甲戦闘車を装備した機械化歩兵。人員は700名で、3個のウォーリア中隊と本部中隊（管理・福利厚生・装備支援・補給・通信・情報・訓練支援）及び機動支援中隊（偵察・狙撃・対戦車・迫撃砲）の5個中隊から成る。大隊長は中佐で、各中隊長は少佐が務める。ドイツに展開する第1機甲師団(1st Armoured Division)麾下の第7機甲旅団（デザート・ラット）(7th Armoured Brigade(Desert Rats))に配属されている。
第2大隊
本拠地はロンドンのハンスロウ(Hounslow)。軽歩兵編成で人員は600名。3個のライフル中隊と本部中隊（管理・福利厚生・装備支援・補給・通信・情報・訓練支援）及び機動支援中隊（偵察・狙撃・対戦車・迫撃砲）の5個中隊から成る。大隊長は中佐で、各中隊長は少佐が務める。第12機械化旅団(12th Mechanised Brigade)隷下に配属されている。
キプロスを根拠地とした、イラク及びアフガニスタンでの任務を終え、2009年11月に帰還した。アフガニスタンに於ける6ヶ月の作戦期間中は、5月に1名が銃撃を受け、7月に1名と8月に5名のA中隊兵士が爆弾により死亡した。7人の戦死者はいずれもヘルマンド州（Helmand）をパトロール中に攻撃を受けたもので、8月の1名はイギリスの病院に運ばれたが死亡した。2009年の年末から翌年始にかけて、戦死者の追悼や遺族へのエリザベス・クロス（Elizabeth Cross）の授与、大隊隷下の部隊が駐屯するイングランド各地の町での帰還パレードが行なわれた。
第2大隊は今後、2010年中にはドイツのニーダーザクセン州ツェレへ、2013年にはキプロスへ駐屯する予定である。

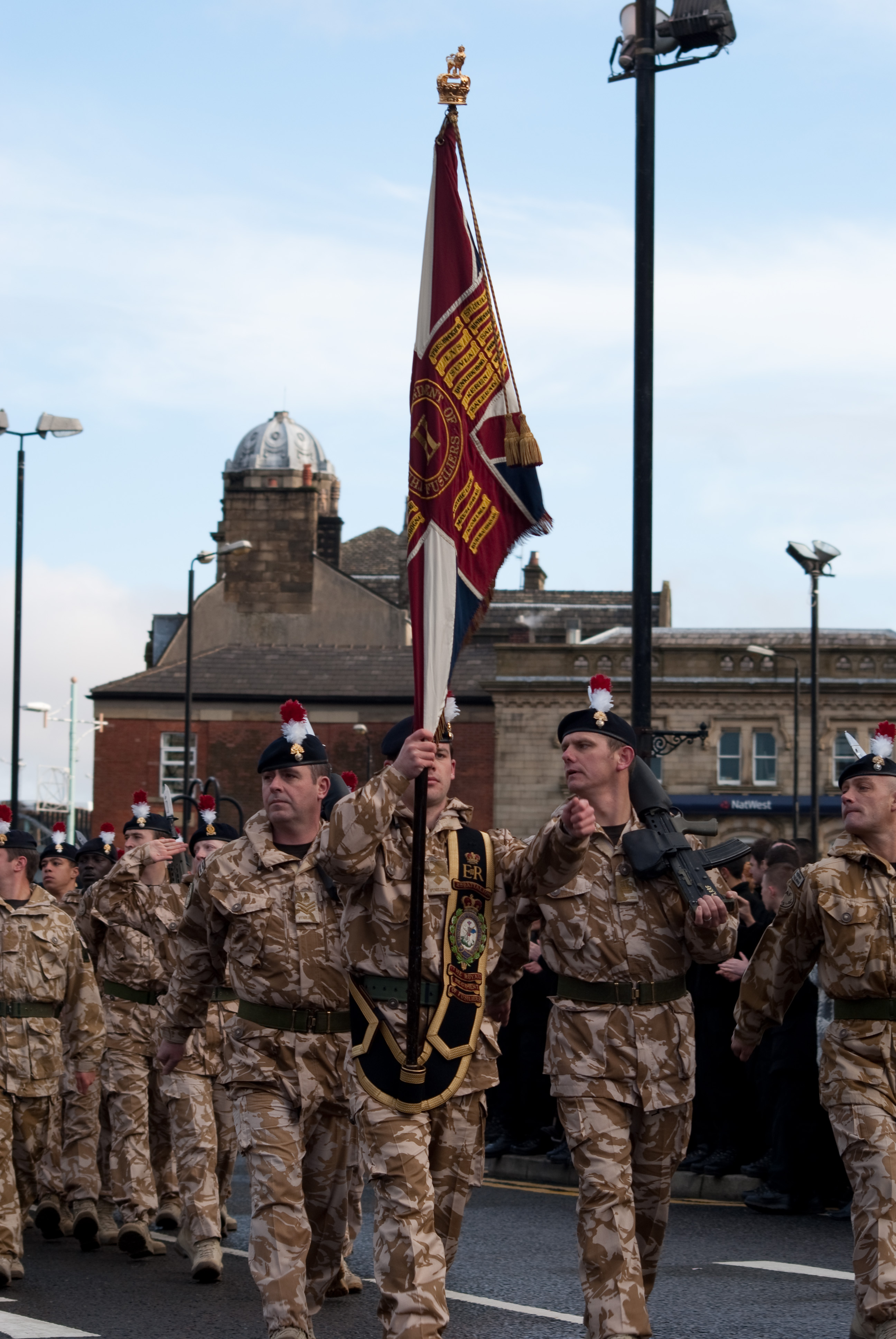
帰還パレードの先頭を行く連隊旗。

第5大隊
訓練大隊。本拠地はダラム、ニューカッスル、アッシントン(Ashington)に分かれている。一部の部隊は第2大隊と共にアフガニスタンへ派遣され、帰還した。

## 歴史

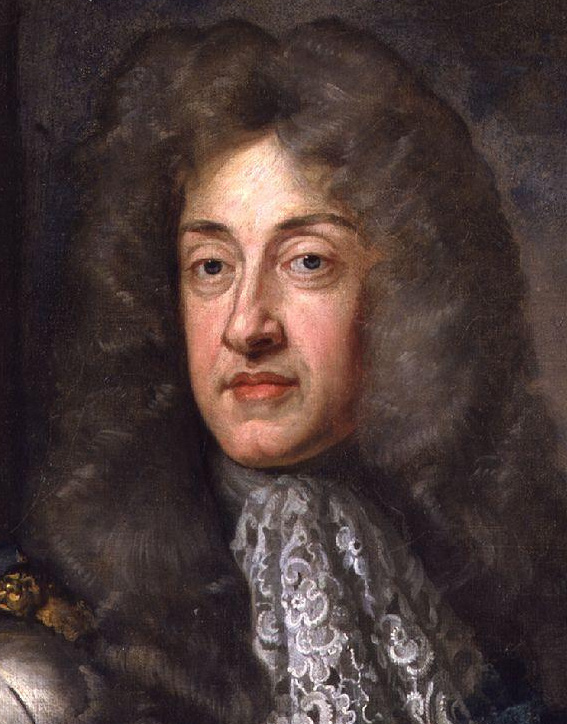
ジェームス2世

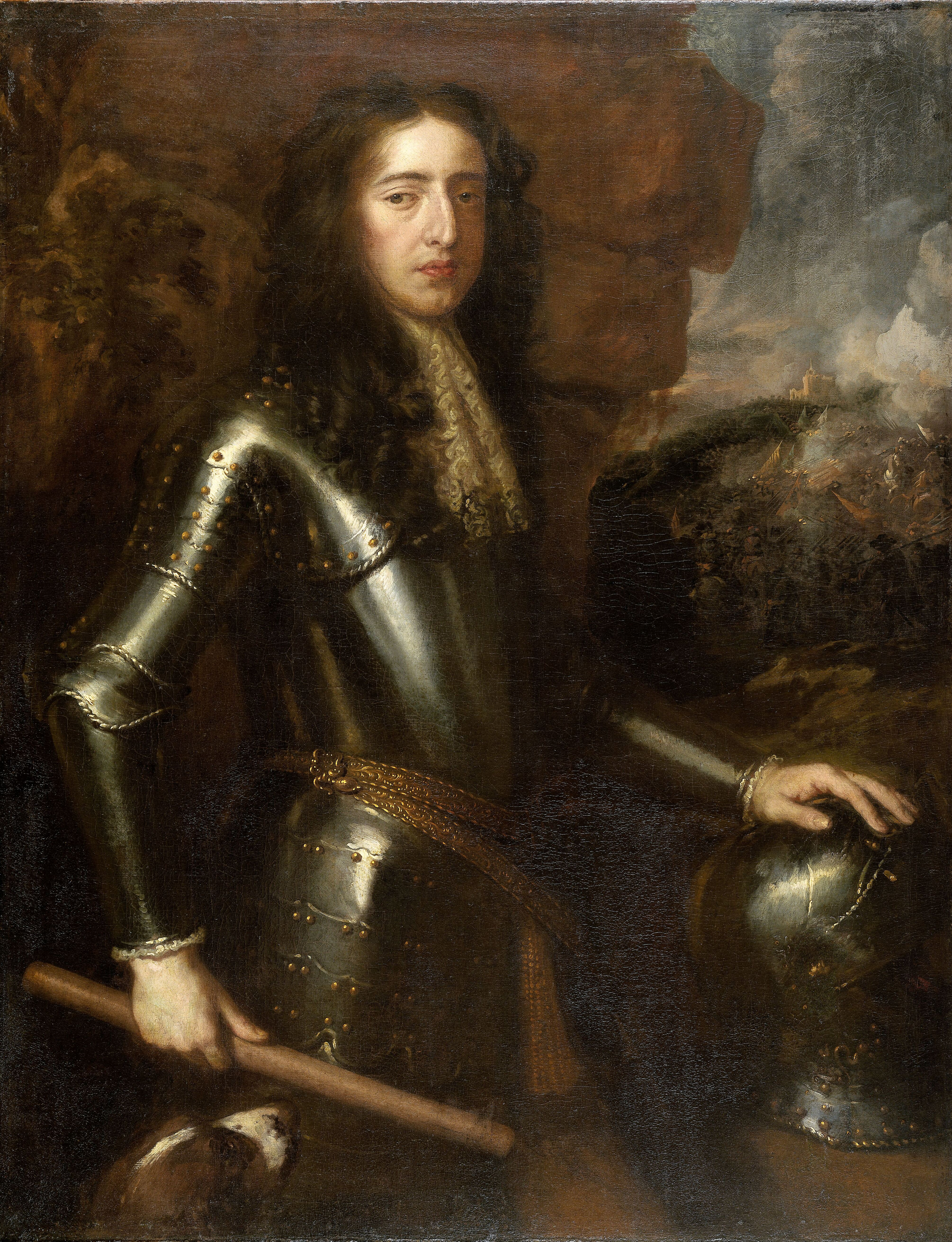
ウィリアム3世

ロイヤル・フュージリアーズの基となった第5, 6, 7, 20連隊は、いずれもジェームス2世の即位から名誉革命によって退位させられるに至る時代に設立された連隊であるが、その背景にはネーデルラント継承戦争が深く関わっており、フュージリア（Fusilier/旧い綴り：Fusileer）と呼ばれる新しい兵種が生まれたのもその頃である。
オランダ侵略戦争中の1674年、オラニエ公ウィレム3世（後のイングランド王ウィリアム3世）率いるオランダ軍の下に、イギリス人部隊である”イングリッシュ旅団”（English Brigade）が編成された。イングリッシュ旅団は4個連隊で構成され、内訳はイングランド2個連隊、スコットランドとアイルランドが各1個連隊であった。
1685年、モンマス公ジェームズ・スコットが反乱を起こしたため、ジェームス2世はオランダからイングリッシュ旅団を呼び寄せ、トーマス・モンク（Thomas Monk）大佐とヘンリー・ベラシス（Sir Henry Bellasis）大佐に命じてこの旅団を2個歩兵連隊に再編成させた。編成された2個の連隊は、連隊長の名前からそれぞれトーマス・モンク大佐歩兵連隊（Colonel Thomas Monk's Regiment of Foot/後の第5連隊）とサー・ヘンリー・ベラシス大佐歩兵連隊（Colonel Sir Henry Bellasis's Regiment of Foot/後の第6連隊）と呼ばれた。両連隊は反乱が終わるとすぐにオランダへ戻った。
1688年、議会との緊張が高まったことからジェームス2世はトーマス・モンク連隊とベラシス連隊を呼び戻そうとしたが、両連隊はこれに応じず、11月5日のオラニエ公ウィレム3世のデヴォン海岸上陸に同行した。そしてこの日、同地に於いてリチャード・ペイトン卿（Sir Richard Peyton）によってペイトン歩兵連隊（Peyton's Regiment of Foot/後の第20連隊）が設立された。これらの連隊は1690年のボイン川の戦いで初陣を飾っている。
1751年、連隊に番号が割り振られた際は、トーマス・モンク連隊に第5、ベラシス連隊に第6、ペイトン連隊に第20の番号が付与された。第6連隊は1832年、第5連隊は1935年に”ロイヤル”の称号を受けている。

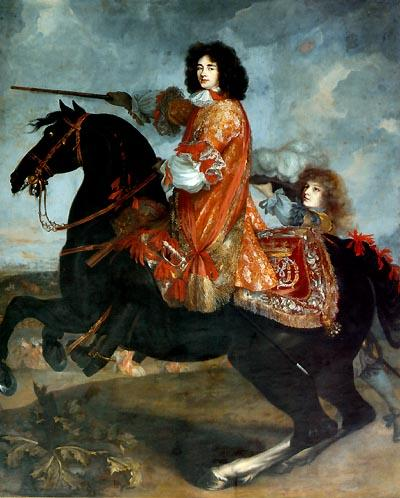
モンマス公爵。
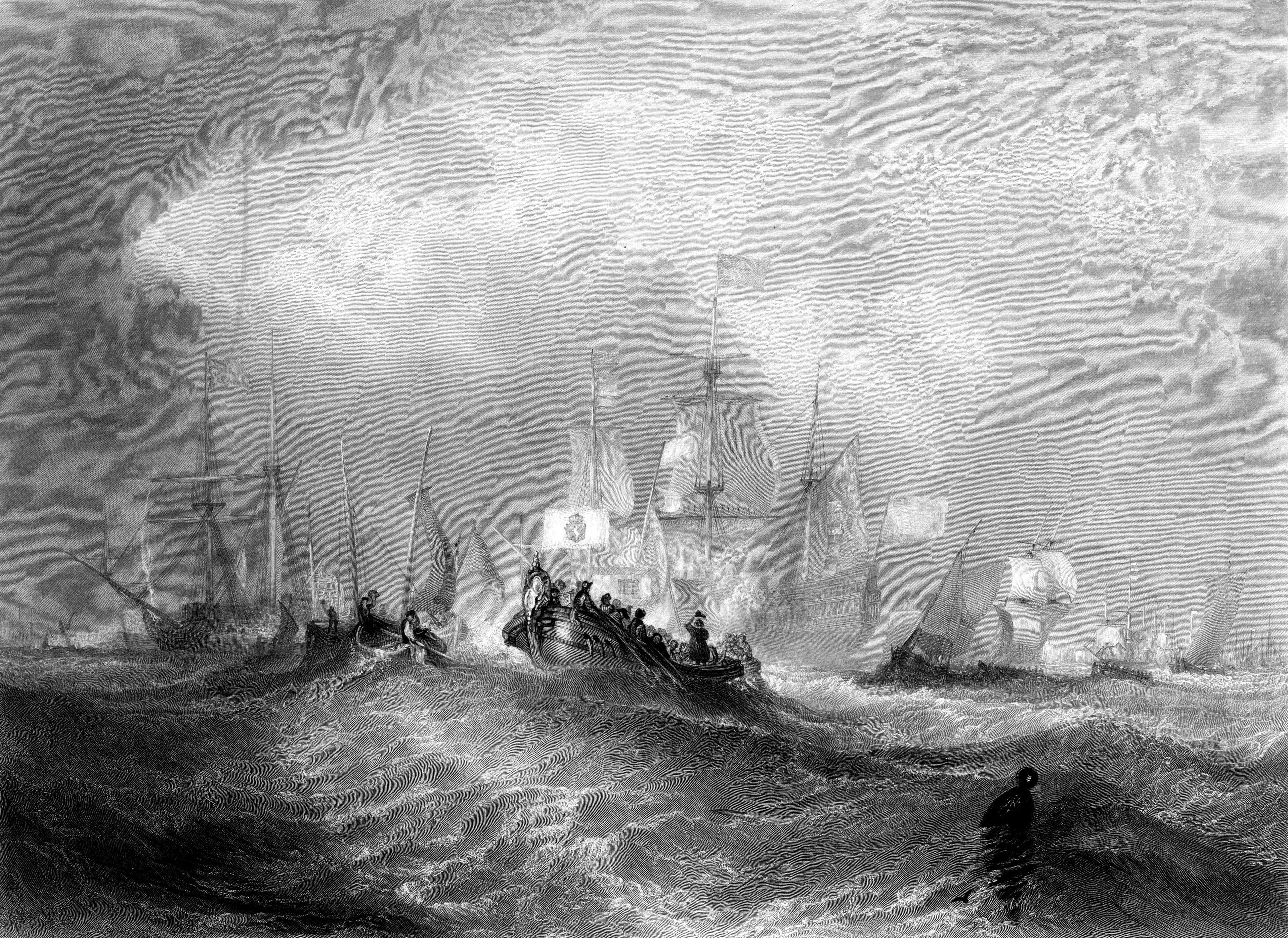
オラニエ公のイングランド上陸。

### フュージリア

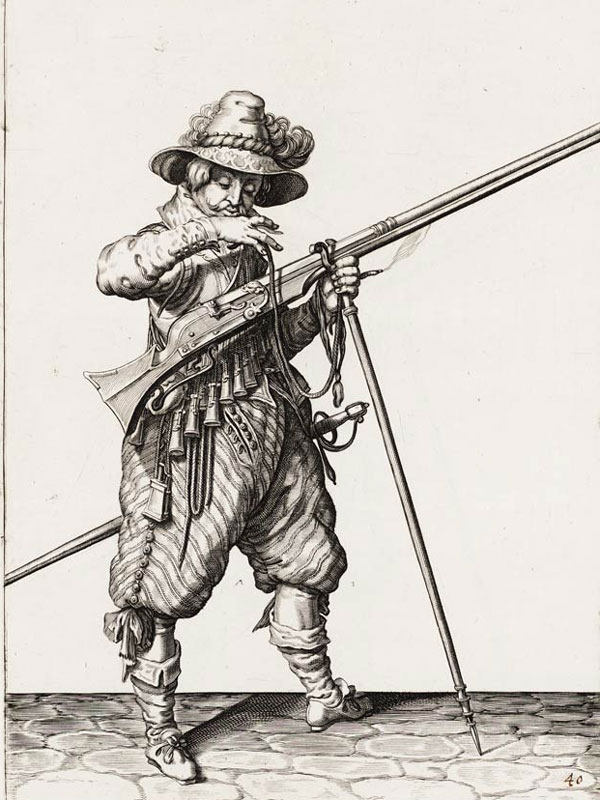
マッチロック式マスケット銃。

17世紀の前半、ヨーロッパでフリントロック式の銃が開発された。フリントロック式マスケット銃は”フュジ”（Fusil）と呼ばれ、これを装備した兵士は”フュジリエ”（Fusilier のフランス語読み）と呼ばれた。フリントロック式銃は従来のマッチロック式銃のように火の付いた火縄や火種を持ち歩く必要がないため、引火性の物質が近くにあっても安全であり、即時に射撃できる状態のまま負革で背負うことも出来るようになった。その様な理由から、行軍の際は大量の火薬を積んだ馬車を押し、敵が現われたら即時に応戦する必要がある、砲兵段列の護衛兵はフリントロック式銃を最初に配備された兵種の一つだった。フランスでは1671年に砲兵段列の護衛を任務とした、”近衛フュジリエ連隊”が編成された。
フリントロック式銃を優先配備されていた兵種としては、各歩兵連隊の中隊として編成され、擲弾の投擲を任務とした擲弾兵があった。彼らも手を空けるために銃を背負い、必要があれば背負った銃を迅速に構えるためることが要求されていた。擲弾兵は、当時一般的だった広いツバが付いた帽子（ハット）では擲弾を投げる際に邪魔になるため、独特の形状をした擲弾兵帽（grenadier cap）を着用していた。また、この帽子は背負った銃を取り出す際に負い革が引っかからないという利点もある。

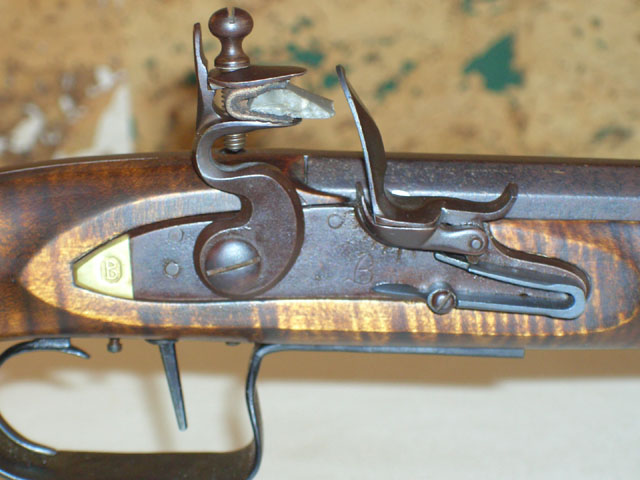
フリントロック式銃の機関部。
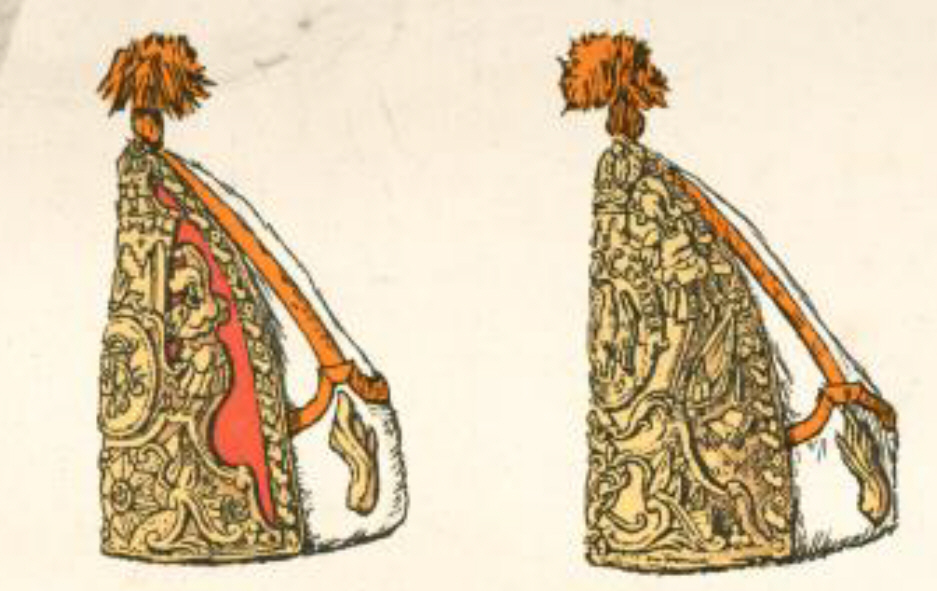
プロイセンの擲弾兵帽。

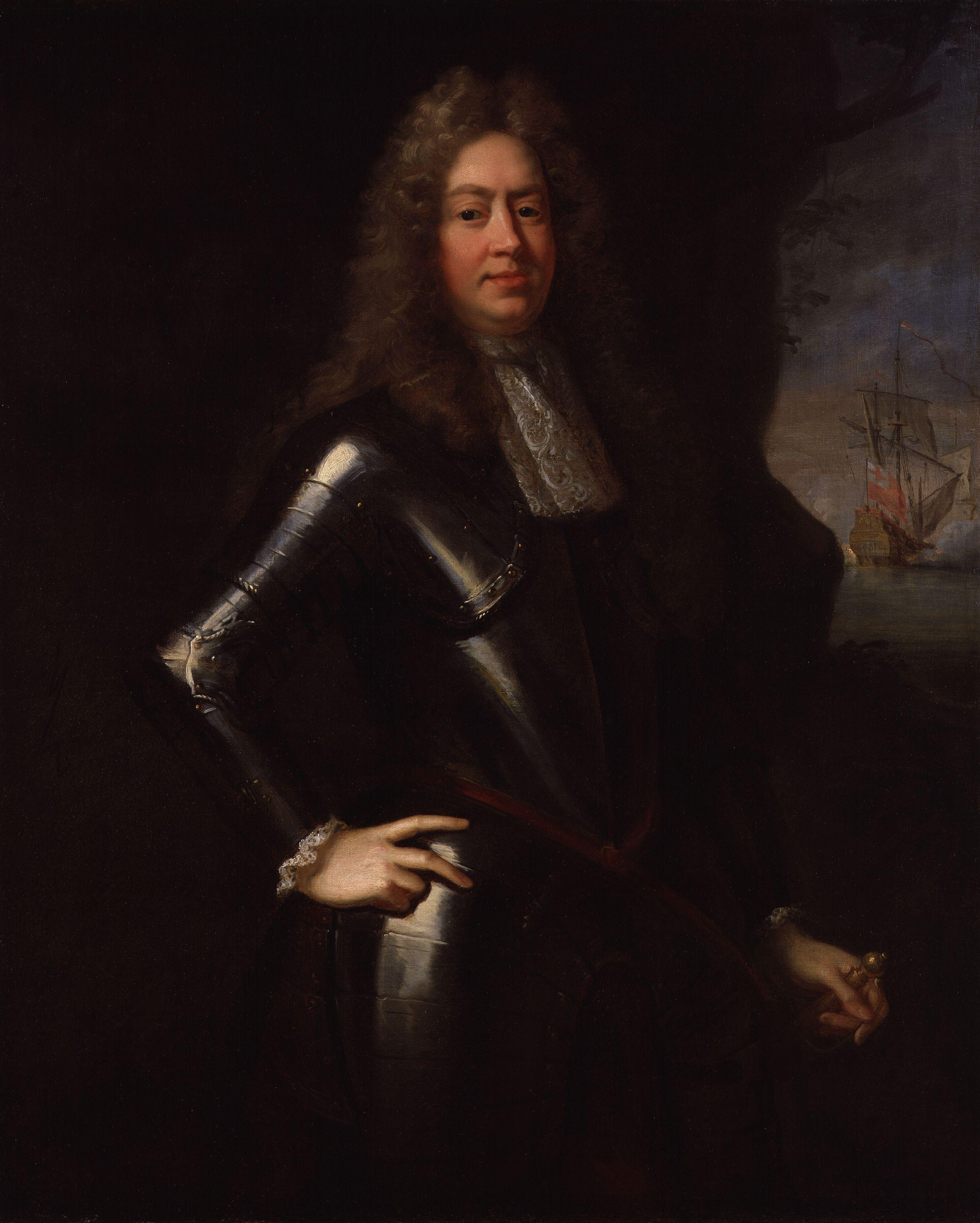
ダートマス卿ジョージ・レッグ

イギリスでは1685年、国王となったジェームス2世の命令により、ボード・オブ・オードナンス（Board of Ordnance）の長官（Master-General of the Ordnance）であったダートマス卿ジョージ・レッグ（George Legge, 1st Baron Dartmouth）は砲兵段列を護衛する連隊を編成した。このオードナンス連隊（Ordnance Regimen）はロイヤル・フュージリア連隊（Royal Regiment of Fusilier/後の第7連隊）と名付けられた。また同年、スコットランドのマー伯爵連隊（The Earl of Mar's Regiment）が砲兵段列護衛隊に改編され、スコッツ・フュージリアーズ（The Scots Fusileers/後の第21連隊）となった。フュージリア連隊は、当時の一般的な戦列歩兵連隊には必ずあったパイク兵中隊と、多くの連隊に置かれていた擲弾兵中隊が無く、当時としては最新式のフリントロック式銃を全員が装備していた。この頃のフュージリア兵は、負い革で背負った銃を取り出す際邪魔にならないように、布製のキャップを着用していたが、やがて前述の擲弾兵帽を使用するようになる。
1688年にはフュージリア連隊がフリントロック式銃を装備する歩兵連隊と位置付けられるようになった。またこの年には、後にフュージリア連隊となるハーバート卿連隊（Lord Harber's Regiment/後の第23連隊）がウェールズで編成されている。この連隊の制服は当初オランダ軍と同じ青だった。
18世紀に入る頃にはマッチロック式銃は使われなくなり、全軍にフリントロック式銃が行渡るようになり、これらも”マスケット銃”と呼ばれるようになった。そして、初期のフュジが同時期のマッチロック式銃に比べて小型軽量であったことから、小型軽量の銃をフュジと呼ぶようになった。同じ頃、擲弾も実戦では使われなくなり、”擲弾兵中隊”は勇敢で体格が優れた兵士を集めた、戦術上重要な局面に投入される精鋭部隊へと変化した。
やがて、ヨーロッパ大陸の国々では各連隊の精鋭中隊を集めた”擲弾兵連隊”が編成されるようになったが、イギリスでは従来通り各連隊の精鋭中隊を”擲弾兵中隊”とし、連隊規模の精鋭部隊は”フュージリア連隊”と呼ぶようになった。これは、初期のフュージリア連隊が最新式装備を優先的に配備されたエリート部隊とされていたためである。その様なわけで、フュージリア連隊の制服は各連隊の擲弾兵中隊と共に、各時代に於ける他のヨーロッパ諸国の擲弾兵の服装に準じて変遷して行く。
一方、大陸では”フュージリア”は一般歩兵を意味するようになり、オーストリアやフランスでは歩兵連隊の擲弾兵中隊以外の中隊が”フュージリア中隊”と呼ばれるようになった。プロイセンでは逆に、住民の体格が劣る地域の出身者で構成された連隊を”フュージリア連隊”とした。プロイセンのフュージリア連隊では、兵士の小柄さが目立たないようにするために小型の銃を持たせ、背を高く見せるために擲弾兵帽を被らせていた。その後、軽歩兵を意味するようになった。
1714年にはハーバート卿連隊（Lord Harber's Regiment）がフュージリア兵連隊に改編され、ロイヤル・ウェルシュ・フュージリアーズ連隊(Royal Regiment of Welch Fusiliers)となった。これらのフュージリア連隊は、18世紀半ばに各連隊へ番号が割り当てられた際には、イングランドの連隊には”第7”、スコットランドの連隊には”第21”、ウェールズの連隊には”第23”が割り当てられている。

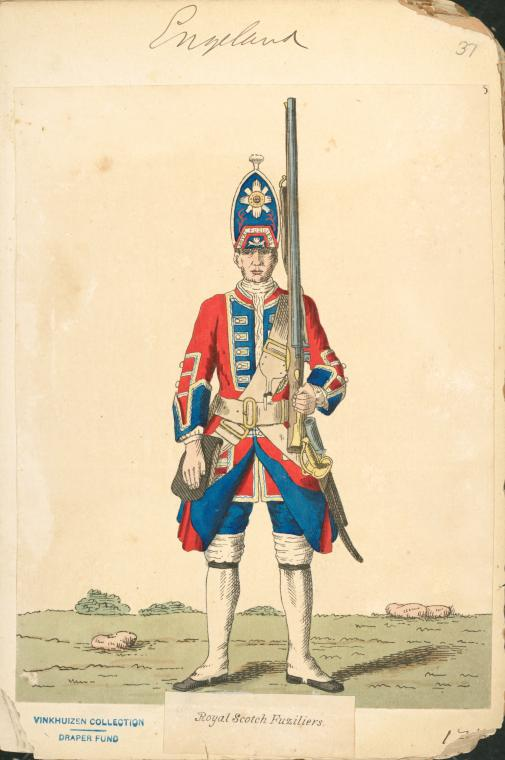
1742年のイギリスフュージリア兵。（第21連隊）

（右の写真）ロイヤル・ノースブリティッシュ・フュージリアーズ（第21連隊）兵士。”ロイヤル”なので折り返しがロイヤルブルー、”フュージリアー”なので帽子や剣は擲弾兵式のものを着用。当時、第5, 6, 20連隊はまだ”ロイヤル”にも”フュージリアー”にもなっていなかったので、一般歩兵の服装・装備だが（同年の第5, 6, 20連隊の服装については#統合された連隊の沿革を参照）、第7連隊は”ロイヤル・フュージリアーズ”なので、第21連隊と同様の服装だった。但し、この第21連隊はスコットランドの連隊なので帽章はシッスル勲章の星章だが、第7連隊はイングランドの連隊なのでガーター勲章の星章の中心に赤いバラを配したものだった。また、第21連隊が帽章に王冠を着けることを許されたのはこの後だが、第7連隊はこの頃既に帽章の上に王冠を着けていた。

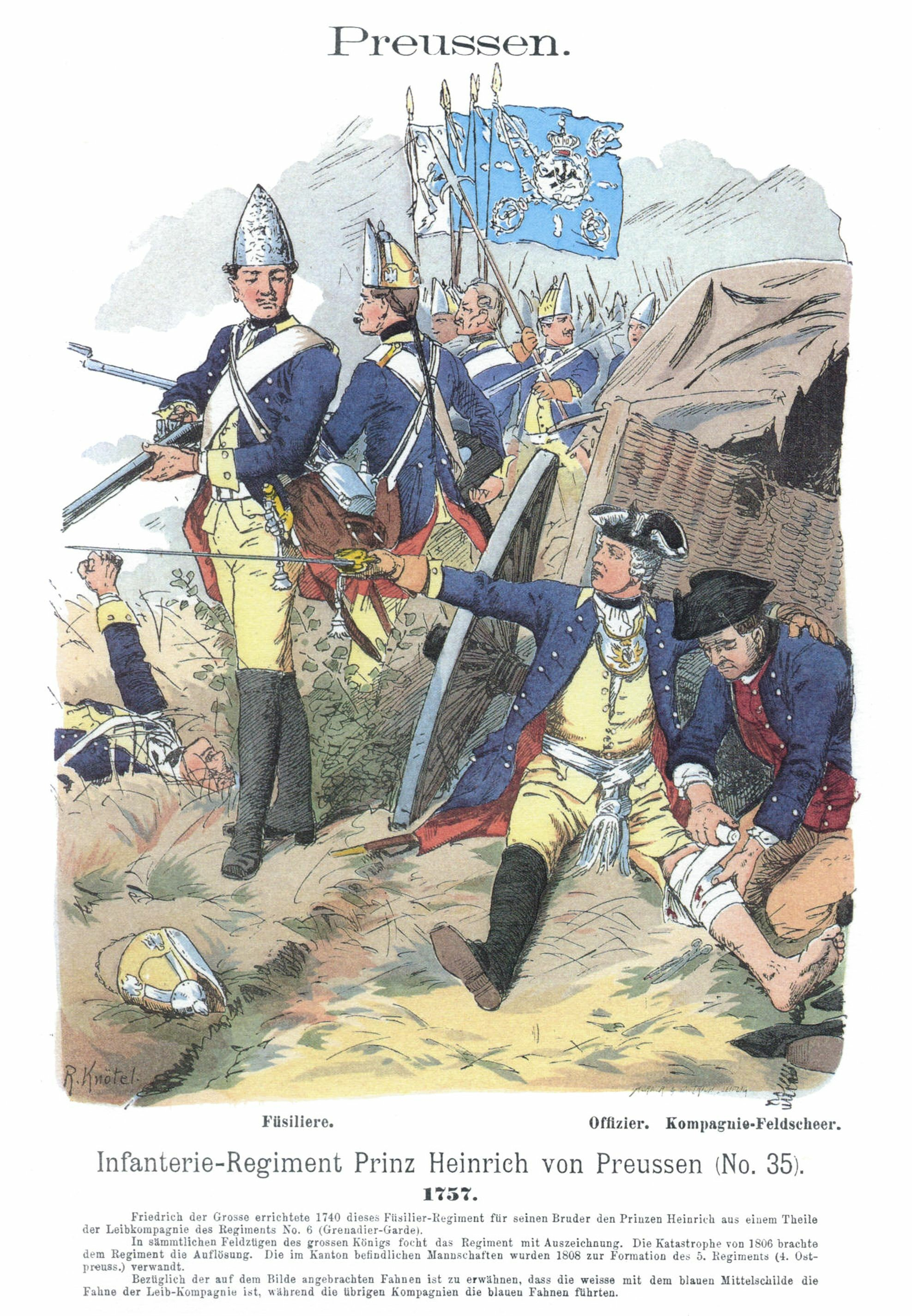
1757年のプロイセン第35（フュージリア兵）連隊。新領土から集めた兵士の連隊。
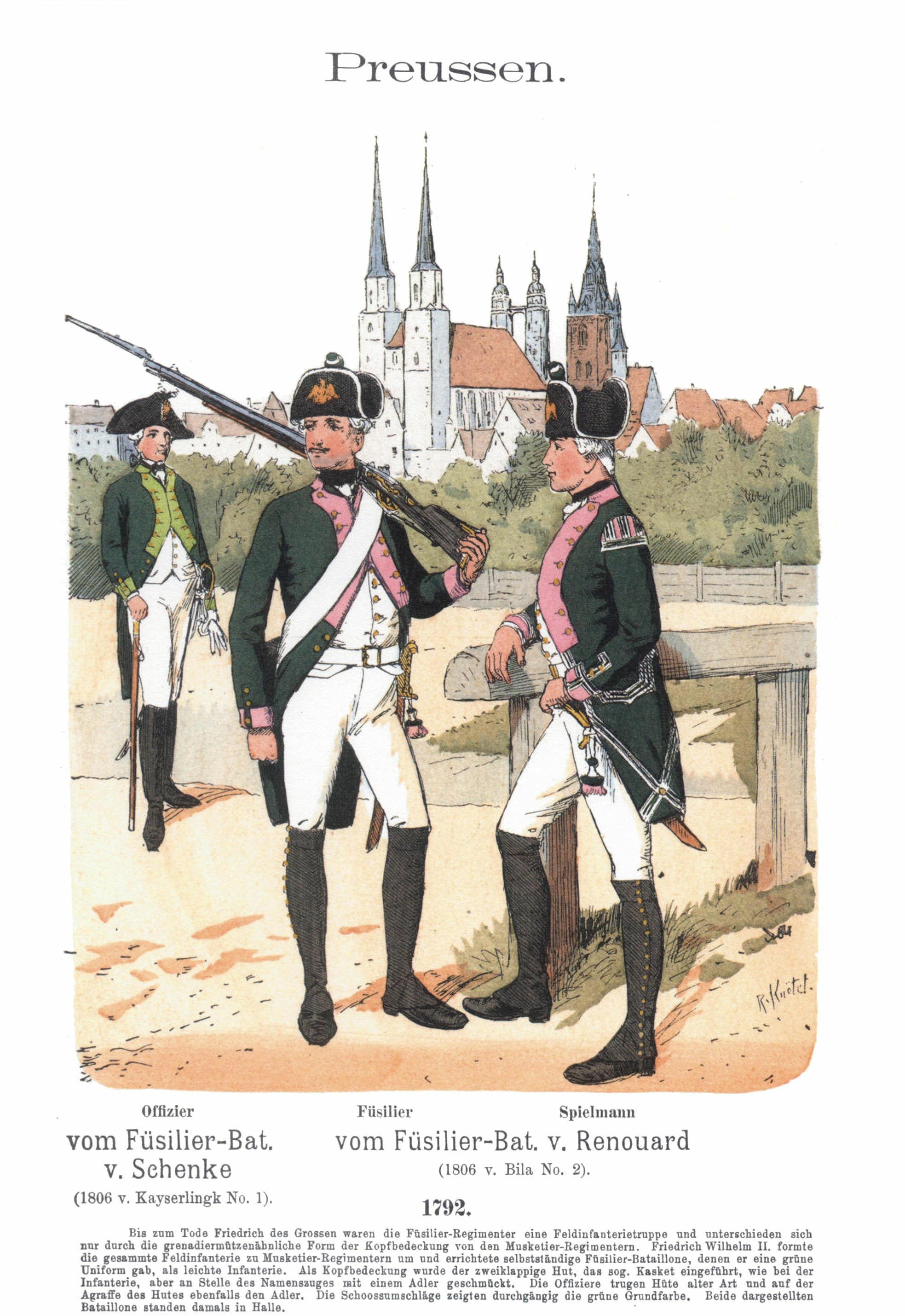
1792年のプロイセンのフュージリア兵（軽歩兵）大隊。

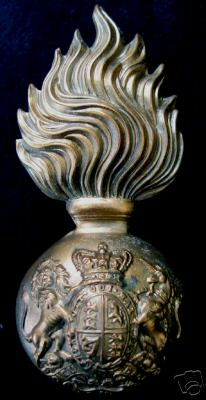
1826年以降の第21連隊の帽章。

19世紀に入るとヨーロッパ大陸諸国の”擲弾兵連隊”は名誉称号となっていたが、イギリスではこれに相当する名誉称号として功績のあった連隊に”フュージリア連隊”の名称を与えている。そして、フュージリア連隊は服装だけでなく、1826年以降は帽章も擲弾を模したものを使用するようになった、
1827年に第87連隊、1836年には第5連隊が称号を与えられ、それぞれ第87プリンス・オブ・ウェールズ・オウン・アイリッシュ・フュージリアーズ（87th The Prince of Wales's Own Irish Fusiliers）と第5（ノーサンバーランド）フュージリアーズ連隊（5th (Northumberland) Fusiliers Regiment）となった。また、フュージリアー連隊は擲弾兵中隊を置いていなかったが、1858年には他の歩兵連隊も一般中隊と擲弾兵中隊の区別を撤廃した。
1861年にインドで新設された4個の歩兵連隊は創立当初から”フュージリアーズ”称号が与えられ、そのうち3個連隊には”ロイヤル”の称号も付いており、第101歩兵連隊（ロイヤル・ベンガル・フュージリアーズ）（101st Regiment of Foot (Royal Bengal Fusiliers)）、第102歩兵連隊（ロイヤル・マドラス・フュージリアーズ）（102nd Regiment of Foot (Royal Madras Fusiliers)）、第103歩兵連隊（ロイヤル・ボンベイ・フュージリアーズ）（103rd Regiment of Foot (Royal Bombay Fusiliers)）、第104歩兵連隊（ベンガル・フュージリアーズ）（104th Regiment of Foot (Bengal Fusiliers)）と名付けられた。
1881年には第20連隊がランカシャー・フュージリアーズ（Lancashire Fusiliers）となり、第27と108連隊は統合に伴いロイヤル・イニスキリング・フュージリアーズ（Royal Inniskilling Fusiliers）となった。また同年には、既にフュージリア連隊だった第87連隊が第89連隊と統合されてプリンセス・ヴィクトリアーズ（アイリッシュ・フュージリアーズ）（Princess Victoria's (Royal Irish Fusiliers)）となった。同様に、第101と104、第102と103連隊も統合され、共にアイルランドの連隊に改編されてロイヤル・マンスター・フュージリアーズ（Royal Munster Fusiliers/101, 104）及びロイヤル・ダブリン・フュージリアーズ（Royal Dublin Fusiliers/102, 103）となった。しかし、アイルランドの独立に伴い1922年に両連隊は廃止された。
1950年代末からイギリス陸軍では再編成が行なわれ、連隊の統合も盛んになり、1959年にロイヤル・スコッツ・フュージリアーズ（第21連隊）が他の連隊と統合されてロイヤル・ハイランド・フュージリアーズ（Royal Highland Fusiliers）となった。また、1963年、ロイヤル・ウォリックシャー連隊(第6連隊)がフュージリア旅団に組み入れられた。そして、これを機にロイヤル・ウォリックシャー・フュージリアーズとなった。
そして、1964年からは大型連隊の編成が始まり、前記（#沿革）のように4個あったイングランドのフュージリア連隊が統合されたのと同じ1968年、2個となっていたアイルランドのフュージリア連隊、ロイヤル・イニスキリング・フュージリアーズ（27, 108）とプリンセス・ヴィクトリアーズ（87, 89）は他の連隊と統合されてロイヤル・アイリシュ・レンジャー（Royal Irish Rangers）となった。同連隊は1992年、ロイヤル・アイリシュ連隊(Royal Irish Regiment)へ統合された。
各1個連隊となっていたスコットランド及びウェールズのフュージリア連隊は2006年に大型連隊へ統合され、それぞれロイヤル・ウェルシュ(Royal Welsh)第1大隊とロイヤル・スコットランド連隊第2大隊になった。
19世紀からフュージリアの正装用の帽子として使用されてきた、擲弾の帽章が付いたベアスキン帽は、”クィーンズ師団ミンデンバンド”に受け継がれている。

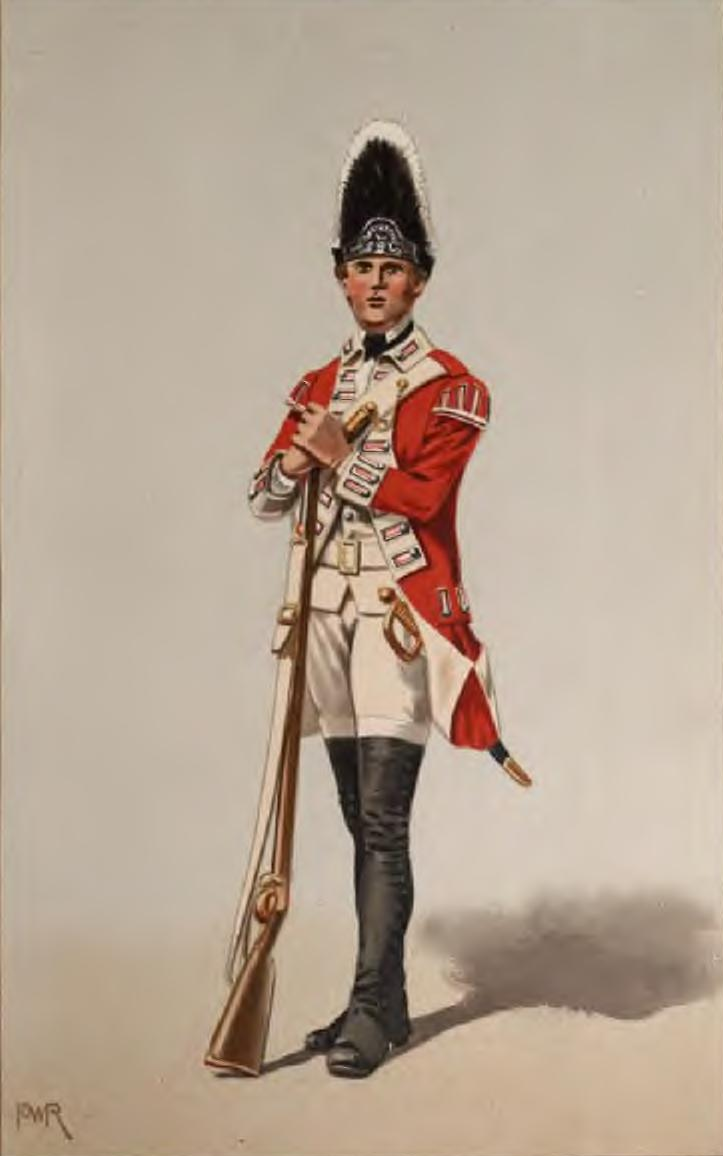
1776年の第40連隊擲弾兵。
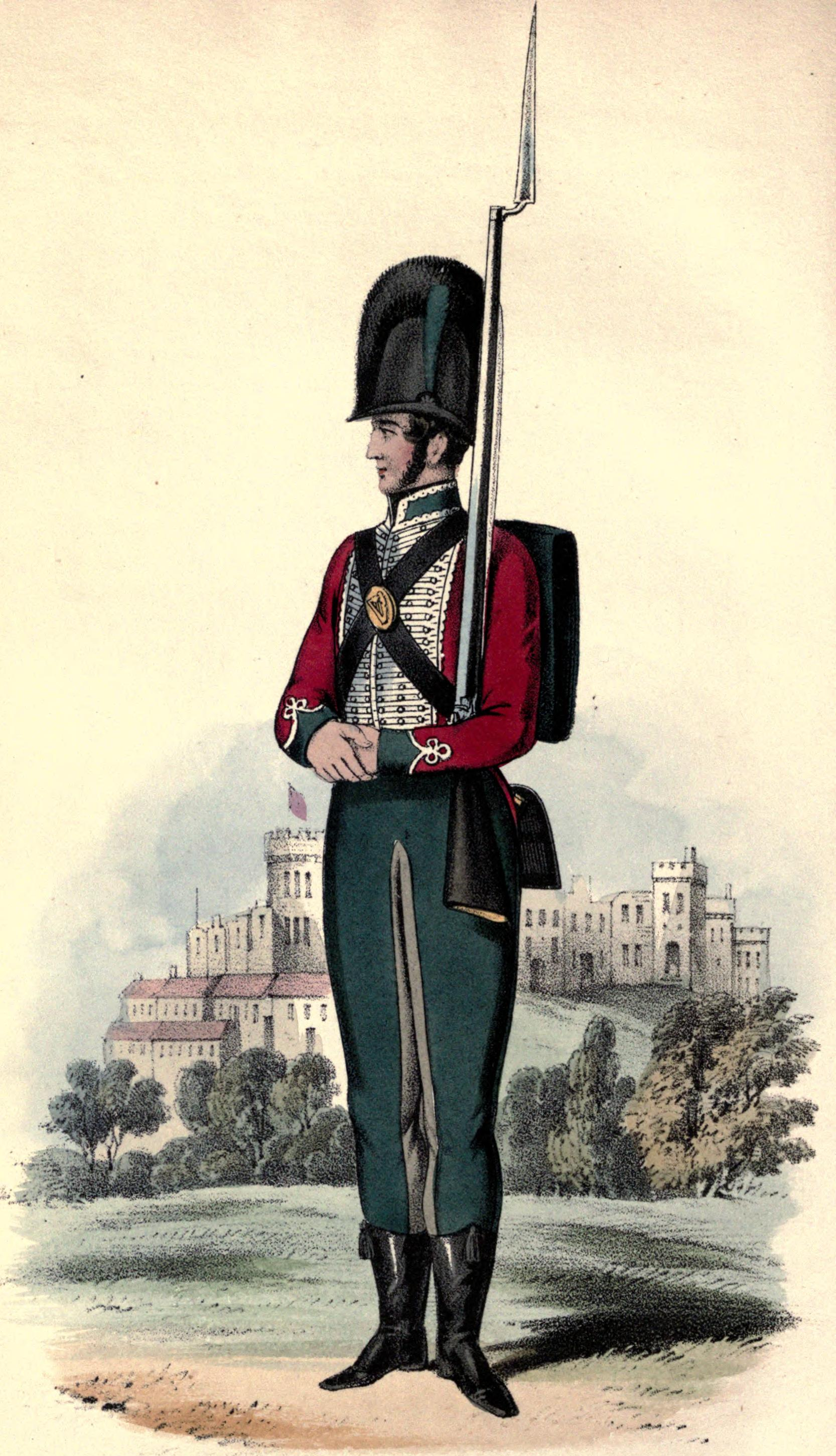
1793年の第87連隊擲弾兵。フュージリア連隊になる前。

## 統合された連隊の沿革

### ロイヤル・ノーサンバーランド・フュージリアーズ（5）

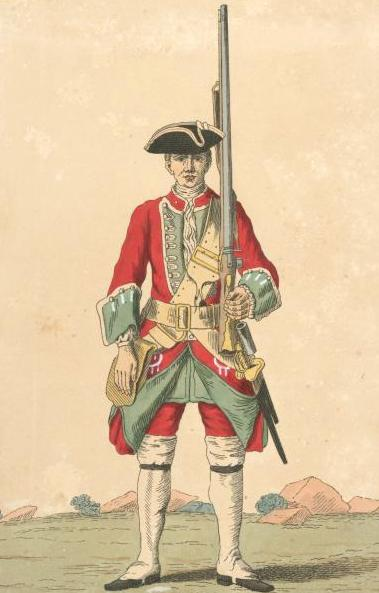
1742年の第5連隊兵士。

- トーマス・モンク大佐歩兵連隊（Colonel Thomas Monk's Regiment of Foot）(1685)
- 第5歩兵連隊（5th Regiment of Foot）(1751)
- 第5（ノーサンバーランド）歩兵連隊（5th (Northumberland) Regiment of Foot）(1782)
- 第5（ノーサンバーランド）フュージリアーズ連隊（5th (Northumberland) Fusiliers Regiment）(1836)
- ノーサンバーランド・フュージリアーズ(1881)
- ロイヤル・ノーサンバーランド・フュージリアーズ(Royal Northumberland Fusiliers)(1935)
- ロイヤル・フュージリアーズ連隊(Royal Regiment of Fusiliers)へ統合。第1大隊。(1968)

### ロイヤル・ウォリックシャー・フュージリアーズ（6）

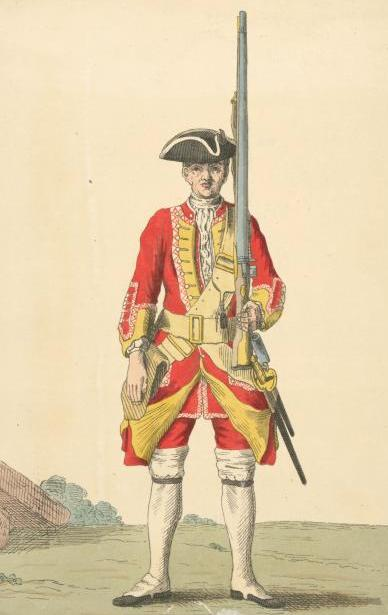
1742年の第6連隊兵士。

- サー・ヘンリー・ベラシス大佐歩兵連隊（Colonel Sir Henry Bellasis's Regiment of Foot）(1685)
- 第6歩兵連隊（6th Regiment of Foot）(1751)
- 第6（第1ウォリックシャー）歩兵連隊（6th (1st Warwickshire) Regiment of Foot）(1782)
- 第6（ロイヤル・第1ウォリックシャー）歩兵連隊（6th (1st Warwickshire) Regiment of Foot）(1832)
- ロイヤル・ウォリックシャー連隊(Royal Warwickshire Regiment)(1881)
- ロイヤル・ウォリックシャー・フュージリアーズ(Royal Warwickshire Fusiliers)(1963)
- ロイヤル・フュージリアーズ連隊(Royal Regiment of Fusiliers)へ統合。第2大隊。(1968)

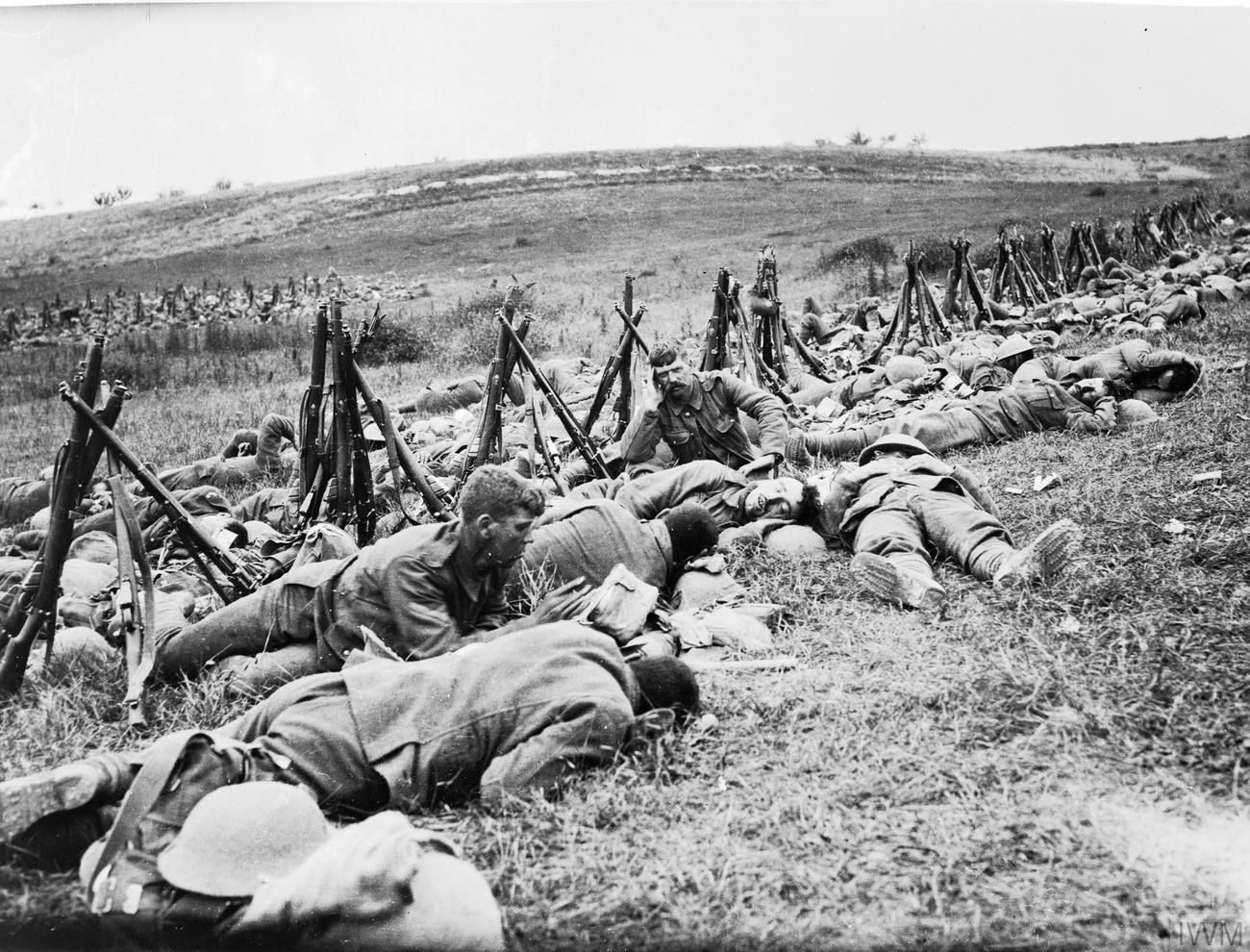
ソンムの戦いのロイヤル・ウォリックシャー連隊兵士。
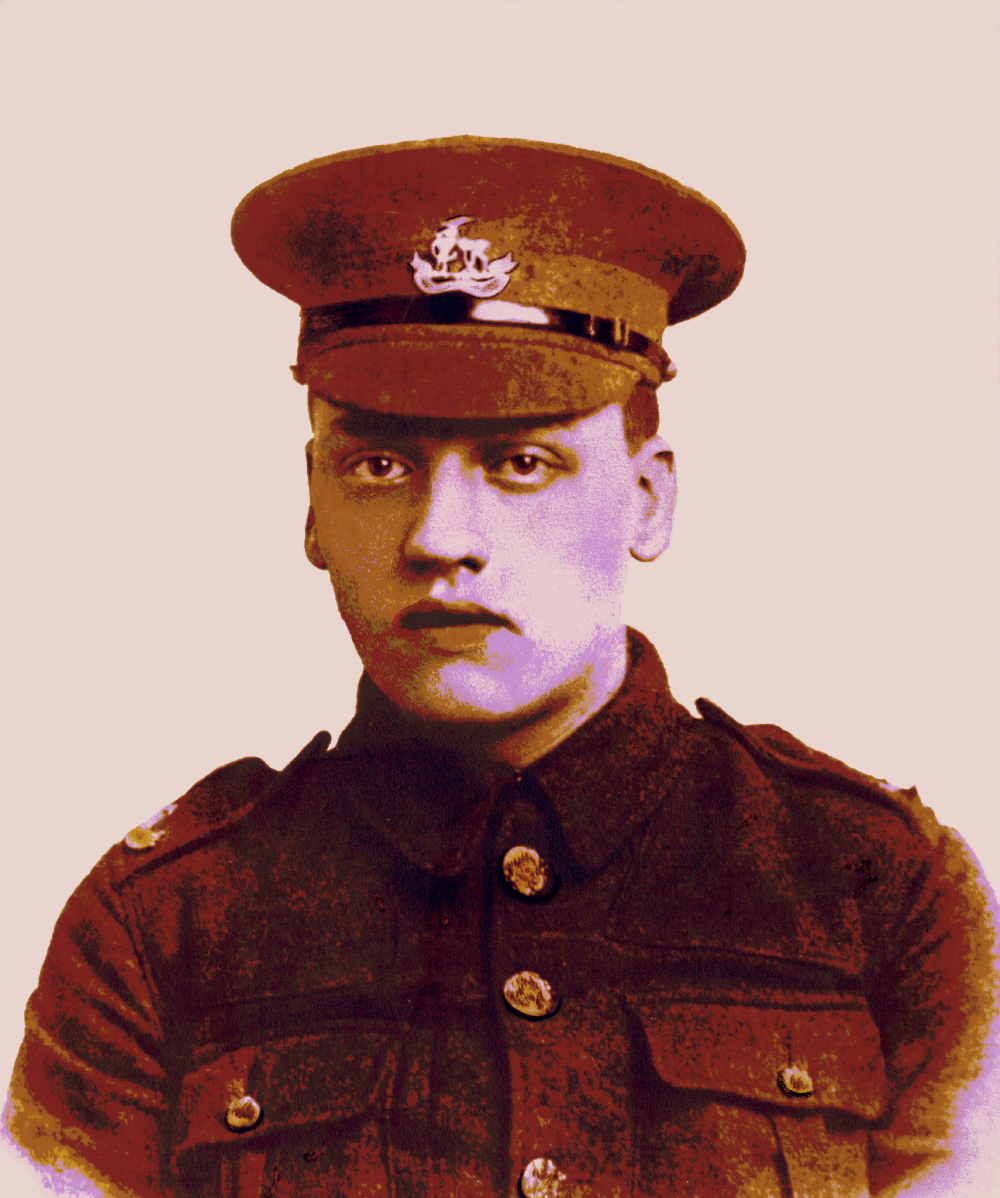
1818年のロイヤル・ウォリックシャー連隊兵士。

### ロイヤル・フュージリアーズ（7）

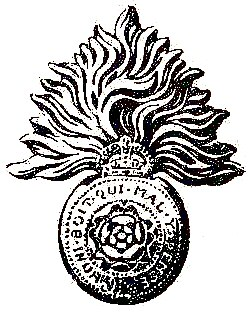
帽章。

- ロイヤル・フュージリアーズ連隊（Royal Regiment of Fusileers）(1685)
- 第7又はロイヤル・フュージリアーズ連隊（7th or Royal Fusiliers）(1751)
- ロイヤル・フュージリアーズ（シティ・オブ・ロンドン連隊）(Royal Fusiliers (City of London Regiment))(1881)
- ロイヤル・フュージリアーズ連隊(Royal Regiment of Fusiliers)へ統合。第3大隊。(1968)

1811年5月16日半島戦争アルブエラの戦い（Battle of Albuera）では、苦闘の末に第3歩兵連隊（ザ・バフス）(3rd Regiment of Foot ("The Buffs"))が奪われた連隊旗を奪還した。

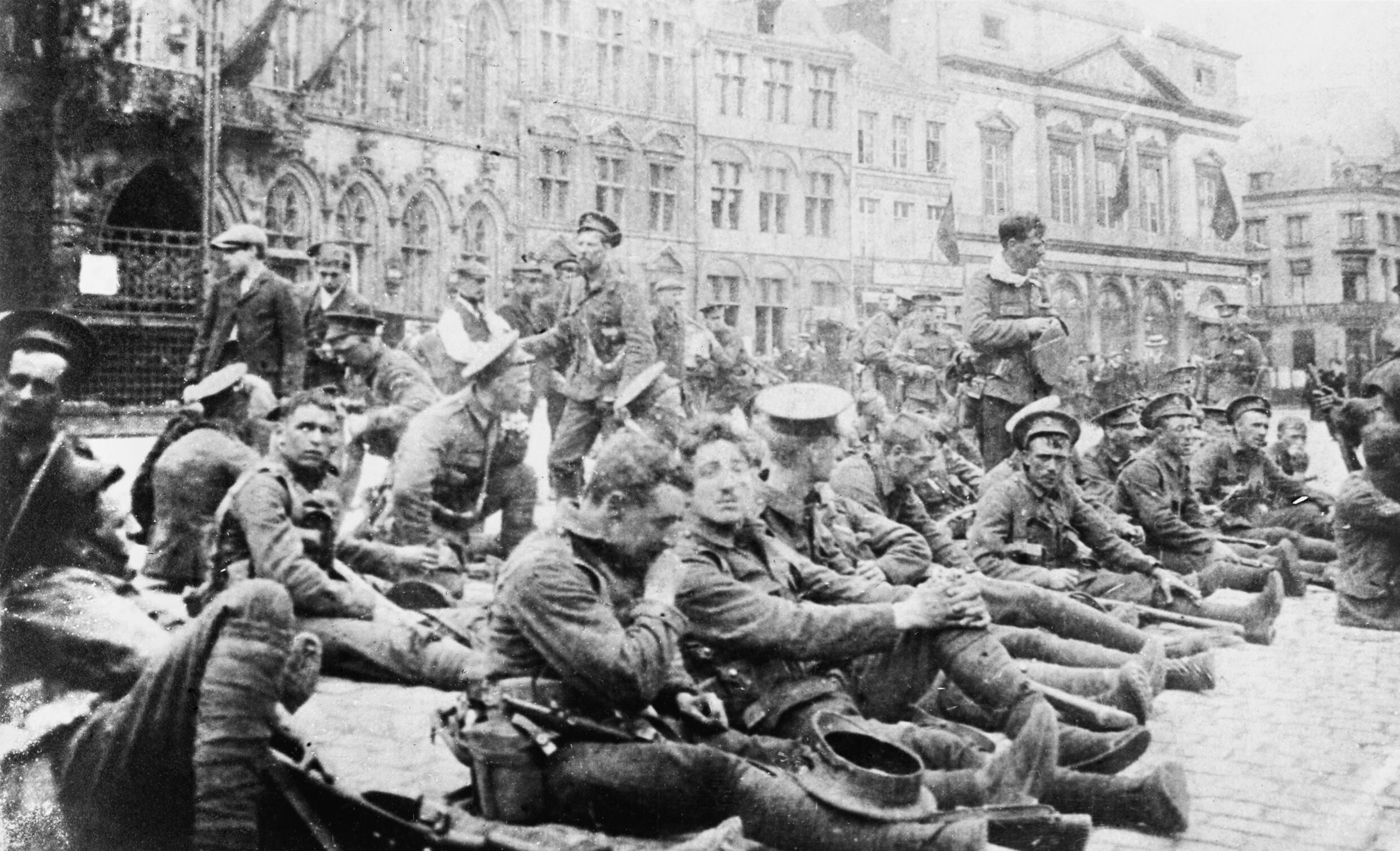
休憩中のロイヤル・フュージリアーズ第4大隊（第1次世界大戦）。
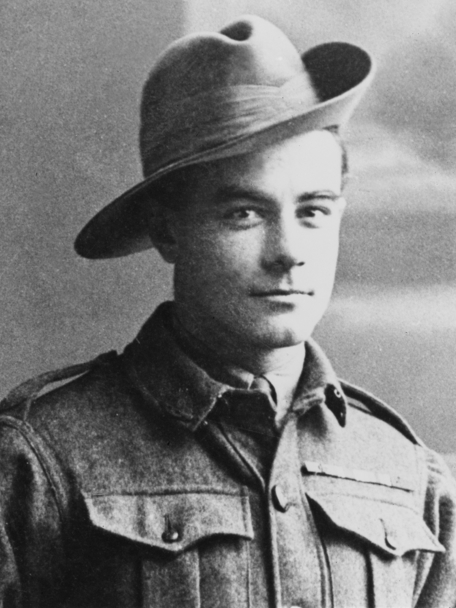
第1次世界大戦でヴィクトリア十字章を受章した兵士Arthur Percy Sullivan。
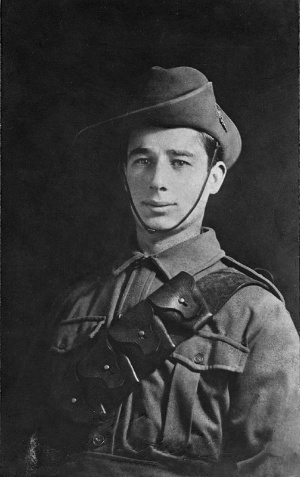
第1次世界大戦でヴィクトリア十字章を受章した兵士Samuel George Pearse。

### ランカシャー・フュージリアーズ（20）

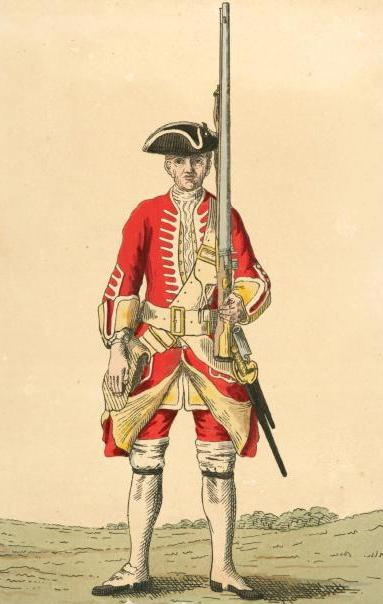
1742年の第20連隊兵士。

- ペイトン歩兵連隊（Peyton's Regiment of Foot(1688)
- 第20歩兵連隊（20th Regiment of Foot）(1751)
- 第20（イースト・デヴォンシャー）歩兵連隊（20th (East Devonshire) Regiment of Foot）(1751)
- ランカシャー・フュージリアーズ（Lancashire Fusiliers）(1881)
- ロイヤル・フュージリアーズ連隊(Royal Regiment of Fusiliers)へ統合。第4大隊。(1968)

ガリポリの戦いでは6個のヴィクトリア十字章が授与された。
J・R・R・トールキンはランカシャー・フュージリアーズ第11大隊に所属していた。

クリミア戦争インカーマンの戦い。
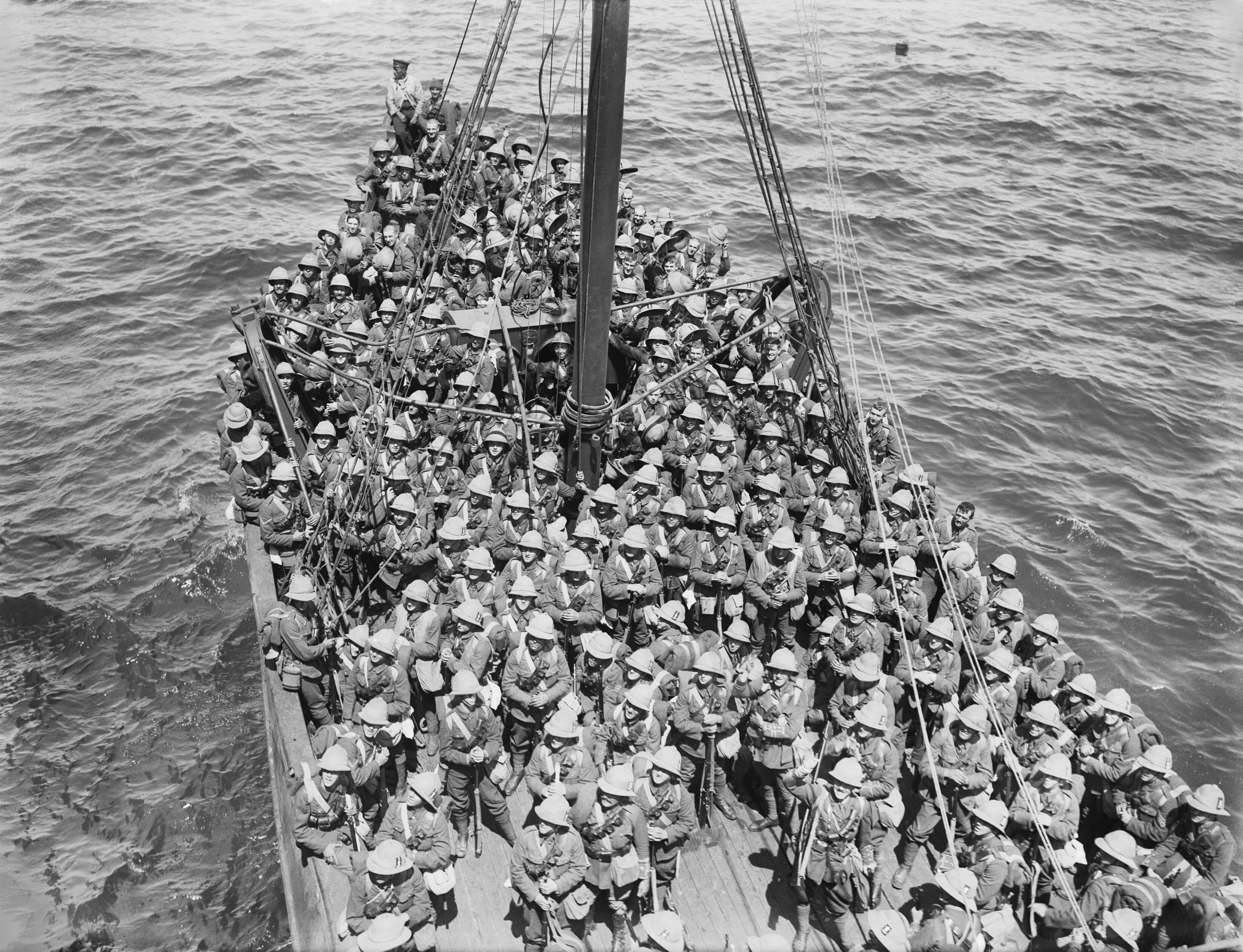
ガリポリへ上陸するランカシャー・フュージリアーズ。
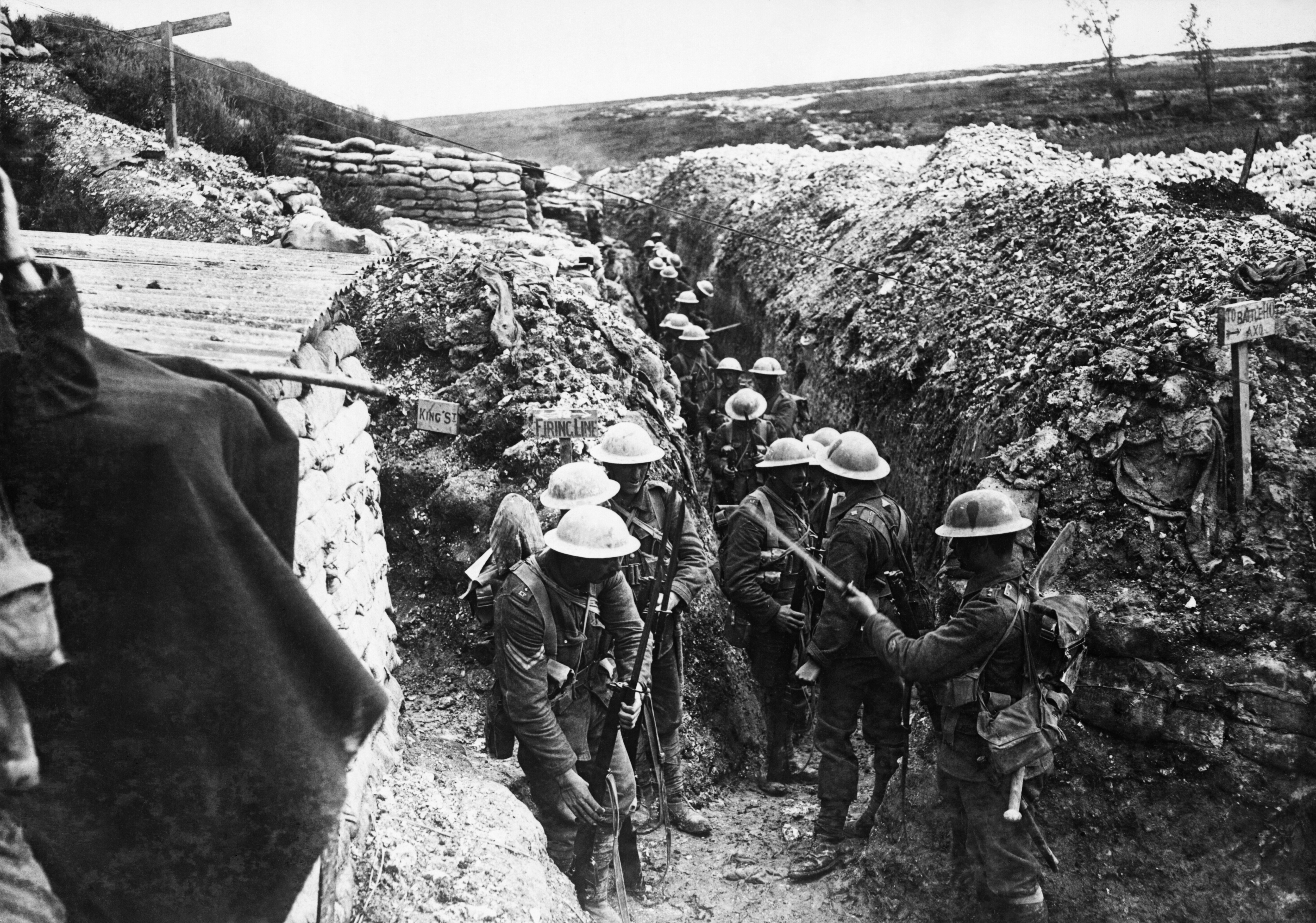
塹壕で待機するランカシャー・フュージリアーズ（第1次世界大戦）。
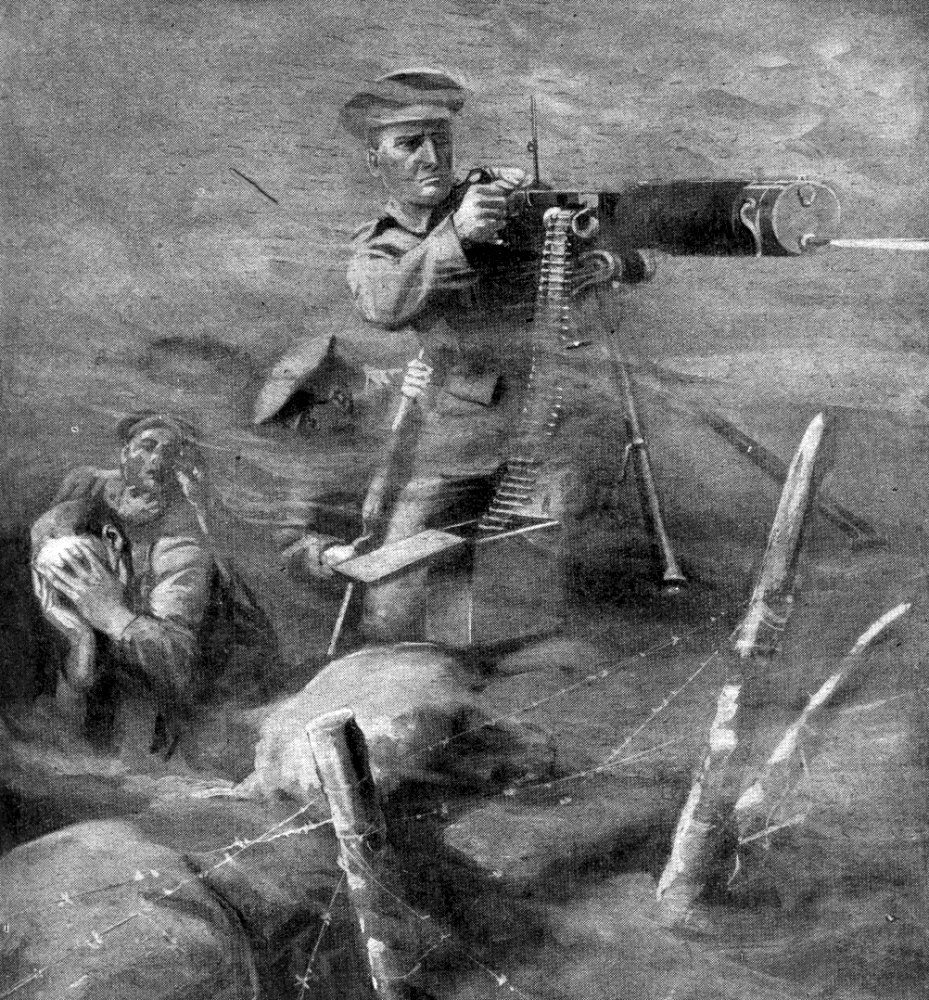
第1次世界大戦でヴィクトリア十字章を受章した兵士John Lynn。

## 参考資料
- W Y Carman; Richard Simkin (1985). Richard Simkin's Uniforms of the British Army : Infantry, Royal Artillery, Royal Engineers and other corps. Exeter, England: Webb & Bower. ISBN 978-0-86350-031-2.
- David Griffin (1985). Encyclopaedia of modern British Army regiments. Wellingborough: P. Stephens. ISBN 978-0-85059-708-0.
- Michael Barthorp,New Orchard Editions by Poole, Dorset (1982). British infantry uniforms since 1660. New York, N.Y.: Distributed by Sterling Pub. Co.. ISBN 978-1-85079-009-9.
- Michael Barthorp (1989). The Old Contemptibles : the British Expeditionary Force, its creation and exploits, 1902-14. London: Osprey. ISBN 978-0-85045-898-5.
- Mike Chappell (1987). The British Army in the 1980s. London: Osprey Pub.. ISBN 978-0-85045-796-4.
- J B R Nicholson (1974). The British army of the Crimea. Oxford: Osprey Publishing. ISBN 978-0-85045-194-8.
- Mike Chappel (1980). British infantry equipments, 1908-80. London: Osprey. ISBN 978-0-85045-374-4.
- ルネ・シャルトラン 『ルイ14世の軍隊 : 近代軍制への道』 稲葉 義明訳、新紀元社、2000年。ISBN 978-4-88317-837-7。
- フィリップ ヘイソーンスウェイト 『オーストリア軍の歩兵1740‐1780―マリア・テレジアの軍隊』 楯野 恒雪訳、新紀元社、2001年10月。ISBN 978-4-7753-0004-6。
- Philip J Haythornthwaite (1991). Frederick the Great's Army (2): Infantry. London: Osprey. ISBN 978-1-85532-160-1.